# 野島健児 (声優)
野島 健児（のじま けんじ、1976年3月16日 - ）は、日本の男性声優、歌手、ナレーター。東京都杉並区、田無市（現：西東京市）出身。青二プロダクション所属。
父の野島昭生、兄の野島裕史は共に声優。妻も声優である。弟は作家の野島智司。長男は俳優の野島透也。長女はダンサー。母はナチュラリスト。

## 経歴

### 生い立ち・少年時代
東京都杉並区の河北総合病院で誕生し、翌年に田無市（現：西東京市）に転居する。
小学校入学までピアノ教室に通っていた。物心つく前から父・昭生の声をテレビで見聞きし、ポスターに昭生の姿が写ってる情景を見て育ったため、役者というのが身近な仕事の一つという意識があった。周囲の友人と明らかに違いを感じたのは、学校で人形劇などの教育放送を見ていた時である。テレビから流れる声が父・昭生の声だった時には、誇らしい気分であったという。自慢気に「あれ、パパの声だよ」と言いながら、「ああ、僕もいつかああいうのをやりたいな」とも思っていた。家にも父の台本がたくさん置いてあり、それを見せてもらったり、実際に父が練習しているところも見ていた。そのように父が真面目に仕事をしている姿を見るというのは子供の健児にとって「凄く良かった」と感じていた。『平家物語』の冒頭部分から始まり、「あいうえお」から早口言葉まで一連を毎朝聞いていた。子供心に「すごいな」と思い、『平家物語』を暗記し、早口言葉も覚えてしまうなど、すでに日常の遊びになっていた。
子供の頃は古谷徹をはじめ、水島裕、小山茉美らが家に遊びに来たりしていた。子供の頃は家庭内では「アニメ禁止」であったといい、あまりアニメを観てなかったというが、それでも数少ないアニメ視聴時間中には父・昭生と親しい声優達を何度も目にする機会があったため、テレビでアニメを見ていても声を聞いて「ああ古谷徹さんだ！」、「古川登志夫さんだ！」など中の人が頭に浮かび、役者達に意識がいっていたかもしれないという。一度、父・昭生に「『Dr.スランプ アラレちゃん』が好きだ」と話したところ、後に則巻千兵衛役の内海賢二が「おお!　健児かあ、元気かあ」と電話してきてくれたことがあった。その時は、千兵衛と話しているが、それとは違うそのキャラクターの先にいる「人間」を感じていた。「そこでアニメはこんなに温かい人達がやっているんだ」と感銘を受けた。役者としての内海を強く感じ、ドキドキしており、職業としての声優は他の人物より早く認識していたと語る。
当初は舞台、映画などに出演する役者志望だった。元々出たがりの恥ずかしがり屋であり、人見知りはするが、物心ついた頃から目立ちたがり屋だったところもあったという。「人前に出ることを面白い」と思ったきっかけは、小学1年生の時に学芸会でしていた舞台『ブレーメンの音楽隊』。野島は「主人公よりもいろいろと自由に演じられる」と思い、盗賊役に立候補をしていたが、体が小さかったという。立った時に小柄な野島が舞台を走り回って台詞に対する客席の反応、生で返ってくる感覚が新鮮であり、それが快感になって、「舞台を楽しい」、「これは楽しいぞ」と考えていたという。その後は心の中で「いつか人前に立つ仕事をしたい」と思い続けていたという。子供の頃から、自分で作品を書いて両親の前で発表したり、紙芝居を作って演じたり、ビデオで人形を撮影してアフレコしていた映像を見せたり、脚本を書いて近所の子供を集めた芝居をしていたりしていた。そのため「子役をやりたい」と父親に話したことはあったが、母親の方が芸能活動に反対していた。
小学校時代、兄・裕史が学校を中退する決断をしており、当時は「そんなの、ありなのか?」というショックな出来事だったこともあったが、「これでいいのかもしれない。周りに合わせる必要もなくなるんだ。」、「自分に合わない」と判断して小学校を中退。学校を中退する決断は色々な意味で「たいへんな道」だったといい、両親にはめちゃくちゃ怒られていた。野島家は兄弟3人共、育った環境のせいなのか、元々DNDに備わった部分なのかはわからないが、少しアグレッシブな人生を歩いてきたという。母は学校に行かない健児ら兄弟を積極的に色々な場所に連れて行ったといい、美術館にもずいぶん連れて行ってもらっていた。一番印象的だったのは丸木美術館で、展示も聞いていた話にもとても衝撃を受けていた。山の中にある美術館だったため、周辺の自然にも触れて、凄く楽しかったという。その時、「自分は自然が好きなんだ」、「そういう生活をしていくうちに、会社員にならなくてもごはんが食べていける生活……山の中で自給自足する生活が、人間の究極の生き方なんじゃないか」と気付いた。
中学時代に一家そろって大分県竹田市荻町の山奥に移住し、自給自足の生活を送っていた。当時は椎茸を栽培したり、米を作ったり、果樹を植えたり、野菜を作ったりしており、働いて得る報酬は食べ物だった。中学生ぐらいから草刈り機を使用して、草刈りをして、耕運機で畑をならして、飯も作り、飽きないように週替わりで持ち場を交代して働いていた。これが人生の大きなターニングポイントになったという。通常の学校には通わず、アメリカ合衆国の通信制の学校を選択した。当時は近所の友人とのコミュニケーションは少なかったが、特殊な環境の生活だったため、雑誌に掲載されたり、口コミでも広まり、全国から同世代の子供が月に数人は遊びに来ていた。長い人物は1ヶ月ぐらいうちに滞在したりしており、フランス、ドイツなど世界各国から訪問者があり、ゲストハウスに滞在してもらうなど広く交流を持っていた。その時は言葉は通じないが、皆一カ月ぐらい滞在していくため、コミュニケーションをとっていた。また放課後に寄り道したり、学校行事を楽しんだりという、一般的な学生生活を経験したことがなかった。山の生活について、自然の中では全てが楽しかったと語っている。
10代の頃から動物の声が好きであり、山に住んでいた時には動物の鳴き真似ばかり練習していた。当時、朝、日が昇る前に田んぼに見回りに行ったが、そこでそっと蛙の鳴き真似をしていた。そうするとそれにつられて本物の蛙が鳴き始めた。そのうち見渡す限りの田んぼ一帯が蛙の大合唱になり、自然と一体化する楽しみも覚えた。2009年時点でも東京都に来てからも、野良猫と会話しているという。
山の家では雷雲も眼下に見えており、物凄いエネルギーで光ったり落ちたりしている雷を見ていたところ、「自然界の流れの中で自分はぎりぎり生かされているんだな」とつくづく思っていた。そんな、人間が人間としてあるべき「心」を育んだ場所、現在の健児を作った場所が九州での生活で、健児の原点であるという。また仕事の合間に時間があると奥多摩に行ったりして、自然の中で健児自身をリセットしているという。
テレビも民放は2チャンネルくらいしか映っておらず、農作業が忙しいことからテレビ自体ほとんど観ていなかった。
その後は18歳の頃まで九州に在住し続けた。漠然と、「このまま農業を続ける生活も悪くない」という気持ちと、それに抗いたいという気持ちが常に共存していた。父・昭生は東京と九州を行き来しながら声優の仕事を続けていたことから家には相変わらず台本がいっぱいあった。それらを借りて読んだり、自分でも台本を書いて芝居をしており、どこかで芝居の世界と繋がっていたかったのかもしれないと述べている。
17歳の時に九州の自動車教習所に通っていた。教習所には同世代の女子が多数来ており、仲良くなりたいとは思っていたが、免疫がないことから話かけられず、「これって男としてどうなんだろう」と思っていたという。結局は最後まで話かけられず、その時の自分に対する悔しさが父・昭生に「東京に行って芝居をしたい」と話をする原動力になったという。

### 声優になるまで
進路について、このまま農業を続けていくか、もしくは他の職業にするか迷った末、父に「俳優やりたいんだけど、親父の力で映画の主役できないか？」と相談したところ「そんな簡単にできるわけねぇだろ、バカ野郎！」と叱られ、「役者になる勉強をしなくちゃいけない」、「まずは演技について勉強しなさい」と言われてコンスタンチン・スタニスラフスキーのスタニスラフスキー・システムを渡されるも放置。しかし「俺もやっぱり出たい」という気持ちを父・昭生に相談して「じゃあもう一度、東京に出るか」ということになったという。父から声優事務所最大手の一角を占める青二プロダクションが経営母体である俳優養成所・青二塾を「知り合いも教えているし、芝居も基礎から教えてくれる。試験を受けてみろ」と勧められ、1995年に東京に戻り青二塾東京校で16期生としての1年制の本科へ通い始めた。入塾するまで青二が声優事務所だったことは無知だったという。同期に保村真、堀江一眞などがいる。
青二塾に入りたての頃は、同世代の人物と会話が噛み合わなかったという。その時は「もっと芝居について語るのか」と思っていたところ「どんなアニメ観てる？」など戦隊物のキメポーズの話ばかりであった。レンタルビデオも、好きな洋画、海外ドラマばかり観ていたため、アニメの話をされてもわからなかったという。「演技の話で熱いのが養成所だ」と思っていたため意外であった。しかし人間的にいい人物が多く、クラス全員と仲よくなっていった。30人も集まると派閥のようなものができるが、健児はオールマイティに、全部の会に顔を出していたという。
健児は父・昭生の息子だと、青二塾の同級生には誰にも言わなかったという。当初は、「隠していたほうが何かといいか」と思い黙っていたというが、後半は仲良くなったため、話の流れの中でポロポロ漏れていった。青二塾には、ゲスト講師として神谷明といったベテラン声優が授業に来ており、物心着く前からの健児を知っていたため、名字ではなく「健児くん」と下の名前で呼んでいた。親しく話しかけてくるため、そのたびにヒヤヒヤしていたが、特別扱いをされるわけでもないため乗り切った。
青二塾時代は無遅刻無欠席、やる気のある真面目な生徒だったという。ただし、青二塾の初めの頃は、慣れない人物の多いところで隠し事もしつつだったため、地味な子だった。初めの半年くらいは、「おとなしい生徒」として認識されてたという。同塾で勉強を始めたところ難しく自分が考えていた芝居と、声優の芝居が根本から違っていたせいもあった。その時は同塾で声優の訓練を始めた際、あまりにも自分が出来ないことに驚き、初めの半年間は講師から「声が小さい」、「暗い」しか言われていなかったという。しかし負けず嫌いだったため、講師とはよくぶつかっていたという。週1回のレポートの提出については、学校に行ってなかった野島には初めての経験であり、最初はただの1枚も書けなかったという。それまで周囲と同じような生活をしてこなかったため、ゼロから始めなくてはいけなかったことから、当初はクラスの皆に追いつくことだけでいっぱいいっぱいだったという。「暗い」ということについては、友人と関わっていくうちに自然と解消されていったという。一方、声が小さいということに関しては、自分が思っている以上に自分の声が小さいということを自覚するまでに少し時間がかかったという。「繊細な表現をしたいタイプだから声が小さいのだ」と思っていたが、それは勘違いであり、「書道家が崩した字を書くのに、基礎となるちゃんとした字が書けてから」というのと同じことであり、「繊細な声の表現は、大きな声がきちんと出せるようになった上でやることだ」「そこの考え方を改めなきゃいけない」と気づいたという。その時期にカラオケに行って、「歌うって楽しいな」と思い、何度か行くうちに自然と大きな声も出るようになってきたという。『わが町』の冒頭の案内役のセリフを覚えて演じる授業で思い切りしていたところ、先生、同級生に「野島くんて、あんなにハッチャけた人だっけ？」と言われた。演技をすることで、自分が思っていた自分との距離が近づき、「あ、俺はここにいたんだ」と、自分の殻を破ることができ、2009年時点でもその芝居のことは覚えているという。
昔、父・昭生の芝居を見て、「なぜあんなに濃い、大げさな芝居をするんだろう？ もっとナチュラルに演じられないのかな？」と不思議に思いすごく嫌で、聞いてても恥ずかしかった。しかし、自分がしていたところ青二塾に入塾して初めて「声の世界というのは、ナチュラルな芝居をしていては伝わらないものがあるんだ」と気づいた。舞台、テレビの芝居と声の芝居は全然違い、「声ならではの表現方法があるんだ」とわかってから、職業としての声優にもっとのめり込んでいった。
そこに気づくまでは、職業としての声優にそれほど興味はなかった。しかし同じ芝居でも舞台、テレビをしたかったが、「声の仕事のほうが合っている」というのもわかったという。
卒業公演では創作SF時代劇をして源義経と戦う想定のストーリーで、樋口兼光役を演じた。キャスティングはオーディションであり、「俺は絶対できる、やりたいと本気で思ったことは絶対できるんだ」という謎の自信があり、結局第一希望だった義経役は叶わなかったが、樋口兼光という大役を演じることができ、後年には「兼光役で本当によかった」と思っているという。卒業公演は両親も見に来てくれたが、演じている時は誰が見に来ているといったことはあまり意識しなかったという。舞台で自分の気持ちをどう動かそうかと考え、一方で演出の言うことは聞かなくてはならず、自分の中で色々葛藤しながら「いいものにしたい」とそれだけを考えていたという。
公演の後に入所試験があったが、その日がちょうど誕生日の3月16日であり、「これはキタ！」と思っていたという。「謎」の自信家だったことから、「絶対受かる」と思っており、オーディションの時からどこか確信があったという。試験は仲が良かった友人が先であり、戻ってきて「どうだった？」と聞いたところ「実家の寿司屋を継げって言われた……」という。そこで「テンション上げて行こう」と思い、「今日、僕の誕生日なんですよ！」という話から始めて、ナレーションと芝居の実技をしていた。ただし、芝居で「普通に演じても面白くないよな」と思い、ふざけて演じて失敗したが、試験官にも「ナレーションはできるね」という言い方をされ、ナレーションだけ評価されて合格。その時、無遅刻無欠席に助けられ、資料を見た試験官がその場で、「あぁ、無遅刻無欠席なんだね。もし1回でも遅刻があったら落とそうと思ってた」と述べており、「あ、じゃあ受かったと思っていいんですね！」と聞いたところ、「いや、それは……」と濁していたという。結局、クラスの男子でも健児を含め4人しか受からなかったという。健児が受かったのは、現場に入りやすいのは確かだったことから「親が声優で話題性があったからだ」だろうと語っている。ただし、「使い物にならなかったら話にならない」ということで、最低限のレベルはクリアしていたことと、あとはやる気があったからだろうという。卒業公演の練習の時にはかなり体調を崩していたが、それでも休まず、後で病院に行った時には「これは肺炎の治りかけですね」と言われたという。「まあ、そういうやる気の部分が伝わって受かったんだな」、「本気でやってきてよかった」と思い、「それ以外、正直（実力は）大差ない」とのこと。その後青二プロダクションに所属し、声優としての活動を始めた。

### 声優デビュー後
1996年、ゲーム『るぷぷキューブルプ☆さらだ』で声優デビュー。その時、場所はタバックスタジオであったが、終えた後、「飲みに行こう」と誘ってくれて、夜中の3時くらいまで飲んでいた。そこで初めて、焼酎の梅干し割りを飲み「美味い！」と熱中し、その日からしばらく、飲み屋では焼酎の梅割りばかり頼むようになったという。同年に『ゲゲゲの鬼太郎（第4作）』でアニメデビュー。アニメなら『ゲゲゲの鬼太郎』に出演したいと心に決めており、水木しげるが好きなため、水木の『コミック昭和史』はバイブルであった。2009年時点でも、引っ越しのたびに必ず捨てずに持っていく漫画のため、『ゲゲゲの鬼太郎』にはぜひ出たいと思い、それが初アニメで、嬉しかったという。
デビュー後に外画の吹き替えにも出演しているが、前述の通りアニメも観ていなかったため、演技もろくに出来ていなかったという。父・昭生のアフレコ現場に連れて行ってもらった記憶もなかったという。
初レギュラー・初主役は『ロードス島戦記-英雄騎士伝-』のスパーク役。
2000年に『スーパーロボット大戦α』で『超時空要塞マクロス』の主人公である一条輝役に、急逝した長谷有洋の後任として抜擢され、以降の「マクロスシリーズ」に関わるゲームでは輝の声を担当している。
2003年にNHKで放送された『ヤング・スーパーマン』では、地球人を凌駕する頑健な肉体と次第に様々な超能力が覚醒してゆき苦悩する真面目な主人公・クラーク・ジョゼフ・ケント役に抜擢され、2013年のファイナルシーズンまでおよそ10年に渡り演じ続けた。
2004年、声優の沢口千恵、沢口の妹でミュージシャンの石橋優子、友人で同じくミュージシャンの鈴木利宗と4人で音楽と朗読のユニット「BELOVED」を結成している。この他に、菅沼久義と「COCO」というユニットを組んでいる。
2006年に同じ青二プロダクションに所属する神谷浩史が交通事故により一時休業を余儀なくされた際、神谷の代役として『ハチミツとクローバーII』の最終回で竹本祐太役に急遽抜擢された。他にも神谷が演じていた『爆球Hit! クラッシュビーダマン』神岡テルマ役、『Kanon』久瀬役（テレビアニメ第2期）の代役・新キャストとして担当した。

## 人物像

### 特色・役柄
音域は地声でG2 - G4、ファルセットでA4 - G7。声優としては、多数のアニメ、洋画、ゲーム、CDドラマ等に出演している。
役柄としては、元気な少年・青年役、クールな二枚目役、気の弱いキャラクターなど幅広く演じ分けている。デビュー当時から二枚目の爽やかな役が多かったため、たまに悪役を演じる時は嬉しかったという。入所試験を終えた時に、「その爽やかな感じをずっと忘れないで」と言われていたが、2009年時点では爽やかだけではない二面性のある役がずいぶん増えてしまったと語る。
テレビアニメ『ギャラクシーエンジェル』の人造人間ダーリン役では初の三枚目役を演じたが、当時は「やるしかないから思い切って」と思い、現場で「ここに何か面白いアドリブを入れてください」と言われることもあったが、偶々あった出来事であり、100ある役柄のうちのひとつと思っていたという。『GEAR戦士電童』では、ヘタレなオカマキャラを演じることになり、「あぁ、こういう役って面白いかも？」と思い始め、その気持ちを決定的にしたのが、『デ・ジ・キャラットにょ』の面茶やすし役であり、好き放題やらせてもらい、三枚目の楽しさがようやくわかったという。
それまでは、父・昭生が三枚目役を演じることが多かったことから三枚目が嫌いであった。父・昭生は戦隊モノ5人でいうとグリーンかイエローのポジションを演じることが多く、もし父・昭生と同じ職業に就いたら「だから僕は、絶対ブルーかレッドをやる！」というのが心の中にあった。また小さい頃は「なんで、古谷徹さんみたいにレッドとかブルーじゃないの？」と聞いており、その頃からなんとなく、役者になりたい意識はあったのかもしれないという。一方、父・昭生は「グリーンやイエローは楽しいんだよ」と健児に語っていたが、当の健児はグリーンやイエローのどこがどう楽しいのか、当時は全然わからなかったという。同じく健児が声優を始め、実際にレッドやブルーといったキャラクターを演じた時は満足したものの、「（レッドやブルーは）絶対キャラクターを壊してはいけない分、制約が多い」「キャラクターを裏切ってはいけない」という緊張感だったり、責任感だったりがあったという。一方で、「イエローやグリーンは自由にやってください」という役が多く、テクニカルで役者の人間力にかかっており、「やりがいや楽しさは、確かにイエローやグリーンにはあるな」と声優になってから感じていたという。そのため一度三枚目を演じた時に「あぁ、親父がやってたのはコレなんだ！ 俺も同じ道を歩むんだ」とひとつの転機になり、その後は、『出撃!マシンロボレスキュー』のハザード大佐を演じて、「どこまでやって良いんだろう？ どこまで楽しいキャラクターにできるだろう？」と考えながら、ギリギリのコースのストライクを狙う芝居に挑戦した。たまにギリギリボールになってしまうこともあるが、その綱渡りも楽しいという。
健児的には、二枚目は、ストーリーの中でどうキャラクターを魅力的に深めていくかに集中するが、三枚目はアドリブが多いため、キャラクターから少し外れた自分自身のパーソナリティを出し、「どう自分を少しずつ出していこうか？」ということも考えながら演じているという。青二塾時代も、出し物をする機会には、全部脚本を書きコント的な芝居をし、2009年時点で、「僕はもともとそういう人だったんだな」と気が付いたという。
2009年時点でも三日坊主なため、色々な役ができるからこそ、声優の仕事を続けられてると語っている。

### 芝居について
転機になった仕事については、1つの現場に行くだけで、1年間養成所に通ったのと同じくらいの経験が得られることから、どれもひとつひとつが転機であるという。名前の付いた役をもらうごとに、鼻が高くなっては折られ、高くなっては折られの日々を過ごしていたという。
テレビアニメ『ちびまる子ちゃん』では平岡秀章役などを演じているが、『ちびまる子ちゃん』自体、仕事を始めようと思う前から観ており、フジテレビの日スペシャルのゲスト主人公で初めて出演してもらい、嬉しかったという。ただしその現場については厳しく、現場に行くまでの電車でも、途中の駅で降りては吐いて、降りては吐いていたという。
役作りは現場で周囲の人物と一緒に演じて初めてわかることが多い。最低限の骨格は事前に作っていくが、肉付けは現場に入ってからでディレクターとのディスカッションだったり、周囲の役者のセリフの影響だったりしている。そこはナマモノのため、現場を一番大事にしている。ラッキーな現場だとキャラクター表を事前に貰えるが、現場に行き初めてキャラの絵を見ることもあった。そういう場合はかなりの想像力が必要となるが、慣れてくると上のコマ割りの説明で映像が掴めるため、いきなり現場で画を見ても予想的中率のようなものが上がってくるという。だいたいセオリーはあるが、それを掴めるまで5年くらいかかったという。よく早口言葉がテクニックのように言われているが、ゆっくり喋りながら感情を保つ作業のほうが非常に難しいという。
演技の参考にした役者は、2009年時点ではないという。ただし、将来的に「ああいうポジションに辿り着きたい」といった人物はおり、先輩後輩関係なく「この人いいな」と思う人がいれば、「それを何とか盗んでやろう」と意識している。若い人物からも教わることはたくさんあるが、「その人の人間そのものがいい」ということが多いため、大半は真似できないという。
2009年時点では、自分の悪い癖やアクをどうそぎ落としていくかのほうが重要で、これまでは自分の中で作っていく作業をしていたが、これからは削っていく作業とし、未だその途中であるという。声も七色の声を出すのは無理があるため、ひとつひとつ台本に書かれたセリフや、キャラクターに心を乗せて演じることだけ考えているという。
出演作品の世界観や演じる役にのめりこみやすいタイプであり、悲しい役やひどい目に合う役を演じると、心がドキドキハラハラしたまま電車に乗り、気がついたところ2〜3駅通り過ぎている、ということがあった。スタジオを出ていたところ「あえて役を忘れる作業が必要だ」と思うようになった。ただし、忘れ過ぎると前回のあらすじすらうろ覚えになってしまうため、気をつけている。アニメは毎週のように収録があるため、大丈夫だが、ゲームだと時々困ることがあり、資料がどこかに行くと、困るという。原作を読むと先読み芝居になるため、テレビアニメ版『強殖装甲ガイバー』（2005年）の主人公・深町晶、ドラマCD『篁破幻草子』の禁鬼の長・雷信（小野筱）などのようにあえて原作を読まずに演技に臨むこともある。なお、雷信（筱）については『篁破幻草子』第1巻のブックレットによれば、収録日当日に「自分が演じる雷信には、実は主人公の双児の兄という秘密がある」と初めて知り、急遽プランを練り直したとのこと。劇場版『CLANNAD -クラナド-』で初めて劇場映画作品で主役を張った野島は、実際に劇場へ見に行って感動し、号泣したというエピソードがある。
それまでは役者を目指していたため、あまり声優に詳しくなかったので、当初は「どういう仕事なんだろう」「父があれだけ楽しそうにしている仕事はどんなだろう？」と興味を持ちながら、他の人物とは違った気持ちで取り組んでいったという。声優になったばかりの頃は、「とにかくもらった役を全うしよう」と必死になっていた。声の仕事をしていたところ、声だけの演技とは制限されているように見えて、無限大の可能性や表現の広がりがあることに気付き、一つ一つ役を作り上げていくごとに「これは深い世界だな」と実感していったという。強く憧れ続けたわけでも、声優になりたくてなったわけでもないが、「すごく自分に向いてたな」と感じていた。2017年時点も「ああ、声優になってよかったな！」と思える時がたくさんあるという。
一方、プロになった直後はアフレコが話にならないぐらい難しく、プレッシャーで心が折れることだらけだったという。仕事を始めた最初の2年間くらいは、厳しい現場も多かったため、ストレスと緊張の連続で、吐きすぎて出てくるものがなくなると血を吐いていたという。デビュー当時の現場ではよく居残り、「そこで見て勉強していてください、みんなが終わったあとにやります。迷惑がかかるから」と言われるような毎日だったという。新人の頃は「はい、できない。はい、ダメ」しか言われてなかったことから先輩に「いつになれば楽に仕事ができるのか?」と聞いたところ、「一生ならない」と言われて、ショックを受けたほどだったという。そのため仕事を辞めたいと思ったこともあり、台本をビリッと破ったことも何回もあった。そんな中でも声優業を続けることができた理由として、他人にも自分にも絶対負けたくないという「負けず嫌い」だったことを挙げている。小さい頃から負けず嫌いだったことから「ここで辞めてなるものか」という意地もあり、「家から出られなくなってたまるもんか」という意識もあったため、現場に行っては震えながら仕事し、「終わったら、美味い酒が楽しく飲める！」を心の支えにし、「この苦しい時間は一生続くわけじゃない」と思いながらの2年間だったという。
プロとして仕事をするようになって、声が世の中にオンエアーされることについては単純に嬉しかったが、収録自体は、はじめの5年間ぐらい楽しいことはこれっぽっちもなく、養成所時代とは違って責任も大きく大変であり、「どうやってこの役をやればいいんだろう」といつも悩んでいたという。必死にやって「すごくいいよ」と褒められることもあったが、不安でいっぱいだったことから自分で自分の演技を認めることができなかったという。主役を演じるようになってからも「自分はまだまだ」、という思いが常にあったという。「完璧な理解よりも、好意的な誤解って素敵じゃないか」と本でこの言葉を知った時、「そうか、自分にとっての完璧な演技ってエゴかもしれない。芝居って受け取る側の心の中で何百倍にも膨らんで全然違うものに生まれ変わっていくこともあるんだ」と劇的に変わったという。そこにたどり着くまでにはずいぶん時間がかかったが、それまではずっと背伸びしており、息が詰まっており、自分の身の丈を知り地に足をつけて、「今ある自分を認めてやらなきゃ自分がかわいそうだ」と思うことができたという。そこに至るまでの苦しかった5年間、父・昭生に「どうしたらいいんだろうね?」ぐらいは言っていたが、真剣に相談はしてなかったという。
『ちびまる子ちゃん』については憧れの作品に出られることが、唯一の楽しみであり、その嬉しさと、現場が終えた後で皆と楽しく酒を飲むことで、乗り越えられた感じだったという。そのオンエアを父・昭生が観てもらい、「いいじゃないか」「そのまま行きなさい」「全然、遜色ないよ。自信を持ってやりなさい」と評価され、「認められた。これなら声優を続けられる」とその言葉に救われたという。
『美少女戦士セーラームーン』の新作アニメ版『美少女戦士セーラームーンCrystal』シリーズでは地場衛／タキシード仮面役を担当することとなった。90年版シリーズで地場衛／タキシード仮面役を演じていた古谷徹とは、父・昭生がバンドを組んでいて家によく訪れて面識があったことから縁を感じられており、エールを送られている。
自信を持って言えるハマリ役は『ヤング・スーパーマン』のクラーク・ケント役を挙げている。小さい頃は映画『スーパーマン』を観て、「自分がスーパーマンなんだ」と思い込み、風呂敷をつけて屋根から飛び降りたことがあった。隣は畑であったが、飛び降りたところ痛かったという。当初は憧れていたスーパーマンになれるという楽しみはあったが、スーパーマンの“ス”の字も出てこなかった。健児がクラークの立場だったら、能力に自惚れて有項天になり自分を見失うと思い、健児自身も似たような経験があり、彼の能力で同じ失敗をしたらと思うとすごく恐くなった。クラーク・ケントがスーパーマンになるまで、どういう生き方をしてきたのか気になり2006年時点では見るのではなく自分で演じれるのが、すごくうれしく楽しかった。クラーク役を演じてたトム・ウェリングに対して、最初の頃は意識して合わせていたが、2006年時点では呼吸が自然に合っている。その時に一緒に息を吸い、同じタイミングでセリフが出てきて、「もう彼はパートナーだ」と勝手に思い込み、クラーク以外の役も見てみたく、吹き替えるなら健児が演じたいという。無意識に空を飛んでしまったら、高所恐怖症だったなど、映画で観ていたスーパーマンって「若い頃こんなだったんだ」と意外な部分が多く楽しいという。

### 趣味・嗜好
趣味はドラム、三線、料理。資格・免許は普通自動車免許。
子供の頃はメイク、竹細工職人、家具の修理を行う職人、物書き、漫画家といった色々なクリエイティブな職業に憧れを抱いていたという。ものを作ることが好きで、2017年時点では彫り物したり、アクセサリー作ったり、時間があれば絵を描いたりしており、「そういった仕事もいいな」と思っているという。趣味の範囲で色々しながら、「こういう仕事したらどういう気持ちなんだろう」と想像して過ごしていた分、「アルバイトをやっとけばよかったな」と思いはあったという。
アルバイトの経験はなかったが、色々な友人の話を聞いたところ、「大変そうだな」と思う反面、「楽しそうでうらやましいな」と思っていたという。どういったモチベーションでアルバイトをしているか興味があり、「夢のために一生懸命働いてお金を作っている人物もいるだろう」、「夢はないが、いつか夢ができた時のためにお金を貯めている人物もいるだろう」、「バイトが将来進みたい方向性に近く、勉強のために働いている人物もいるだろう」、「なんの当てもなく始めたが、自分にあっており、バイトを極めてそのまま就職する人物もいるだろう」といったことが気になるという。
やってみたいアルバイトとしてパン屋を希望しており、パン屋は小さい頃から好きだった。東京に在住していた頃は、お金握りしめて6枚切り2斤の食パンを買いに行ったりしていた。その場でカットしてくれた食パンと、「余ったパンもどうぞ」とおまけのパンを貰っており、食パン1斤に、菓子パンをだいたい3、4個を付けてくれたという。もしパン屋になれるとしたら、食べ物は「究極の愛情表現だ」と思っている。食べるものは栄養として吸収され、直接その人の体になると考えていると、食べ物を作ることは、直接その人の体を作るのと同じなため、「どうやったらその人の体に合うものができるだろうと」考えなければいけないと語る。食べ物を食べる時も「今僕の体が欲しているものはなんだろう？」と考えており、体と対話をして食べる物を決めているという。そういった意味で客の「体にいいものは何だろう」と考えながらパン屋で「働きたいな」と思っているという。特に前述の通り、子供の頃からものを作るのが好きだったことから今日の体にいいパン、今日の気候に合ったパン、少し奇抜なパン、子供が喜びそうなニンテンドースイッチパンなどを作って売ってみたいという。2017年時点でもパン屋には憧れているという。
九州にいた時はパソコンをいじるのが好きであり、兄と共にゲームのプログラムを組んだり、自作プログラムを使用しモニターの一画面の中でどれだけの表現ができるか挑戦していた。「限られた世界でどこまでの物が作れるかが楽しい」とのことで、制限のある中でギリギリの表現をするのが好みであり、それは声だけの表現に近いものがあったという。プログラミングから離れた理由は、「パソコンが16ビットに進化したから」だという。それまで8ビットという限られた容量の中で総意工夫をするのが面白かったが、16ビットになり何でも自由に表現できるようになり、つまらなくなってしまったという。
2007年時点のインタビューによるとドラム教室に通い始めたという。バンド活動をしているが、一切楽器の演奏ができず、ロックなどの音楽に合わせて、歌うように語りをしていた。2007年時点でイベントを8年間くらい続けている中で、だんだんと「僕も楽器の演奏をしてみたい」と思うようになった。ただし、小さい頃に習っていたピアノを始め、ギター、トランペット、サックスなど、色々な楽器に手を出したりはしていたが、どれも結局長続きしなかった。それで、「いかがなものか」と思っていた時に、パーカッションの楽器のカホンに出会った。それを、ライブで演奏していたところ、今までで1番しっくりきたという実感があり、「もしかしたら、自分には音階がある楽器じゃなくて、こういうリズムを刻む楽器のほうが合うのかもしれない」と思ったのがきっかけで、ドラム教室に通うにようになったという。
初めて買ったCDは1980年代の半ば頃に出始めたゲームミュージック。その頃、裕史はシンセサイザーをしていたため、音楽はその影響が大きく、ゲームミュージック以外でも、裕史が持ってきたZABADAKを聴いたりしていた。
洋楽はスティング、U2、親も好きであるレゲエが好きであった。あとは、竜童組、RCサクセションなど、そういう音楽はよく家でかかっていたという。
好きなアーティストは遊佐未森、谷山浩子、宮沢和史。
遊佐については、CMで聴いていた『地図をください』で知った。その後、バンド仲間がラジオ番組を始めて、ゲストに遊佐を呼ばれたことを聞いて、「いいなぁ」と思ったという。
宮沢との出会いはけっこう遅くキリンビールの「冬仕立て」CMソング『帰ろうかな』からである。2009年時点では宮沢については、ニアミスはあるが、会ったことはないという。過去に2回、宮沢の詩を読むイベントをしたことがあり、本番中に宮沢が会場に来て、受付にシャンパンを差し入れしてくれた。それを知り、「ますます素敵な方だ」と思った。もし宮沢に会いにいくとすれば、何かのチャンスが来て「僕に曲を書いてください」とお願いに行く時ではないかと語る。
LINDBERG、米米CLUBも好きで、カラオケで、5時間くらい米米だけを歌っていたことから青二塾時代の友人からは、「のじ＝米米クラブ」と言われるという。

### 交友関係
事務所の先輩の島田敏と龍田直樹とは一緒にする機会が多く、2人とも見ている野島まで楽しくなるほど生き生きと仕事をしており、「本当にこの仕事が好きなんだな」とありありと感じたという。一緒にお酒を飲んでいた時に龍田からは「野島くんの技量やカラーは十分わかったから、これからは仕事を楽しみな」とアドバイスをもらい、それからは「楽しむって方法があるんだ」と知り楽しさを基準にモノを考えられるようになったという。
龍田直樹からは「野島くん」と呼ばれている。一方、他の皆からの呼称は特に統一されておらず、「ノジ」、「ノジノジ」、「健ちゃん」、「ケンジ」、「ケンジ君」、「ノジケン」と様々である。先輩が「ケンジ」と呼んでくれる時は凄く嬉しく、「愛情を持ってくれているんだな」と思った。また同世代から「ノジ」と呼ばれるのはもう慣れており、親しい仲だからこそ言ってくれる呼び名だと思っているため、凄くリラックスし、嬉しいという。健児自身は気に入っているのはその二つかなと語っている。
将来こうなりたいな、と思う先輩は関俊彦を挙げている。感覚的に健児自身に近いと思える部分があり、「役者としての実力、言葉の選び方であったり美しい立ち居振る舞い、所作、そういうところに共感している」といい、「僕の目標です」と語っている。
一番仲が良いのは菅沼久義で、仲良くなったきっかけは、神楽坂にあった青二ミュージアムで1人でトークショーをやろうと考えていたが、トークが苦手で、当時はまだ歌の仕事もしていなかったため、1人で2時間は無理であった。その時、ポッと頭に浮かんだのが「肌が合いそうだ」と菅沼であった。特に菅沼とは共演もしてなかったが、一緒にやってみたところ、バランスがよかったという。菅沼とは深いところにはお互い立ち入らず、いい友人だが、プライベートで会うことはほとんどないという。

### 家族との関係
職業としての声優は時間が決まってないため、幼少期は父・昭生が仕事に行くたびに「今日は、何時に帰ってくるの？」と聞いていた。健児が「今日は遅くなるから、先に寝ちゃってるよ」と言って、父・昭生は「今日は早いから、おみやげ買って帰るよ」と答えたりして、父・昭生が帰ってくるのを楽しみにしていた。父・昭生はイベント、吹き替えの仕事が行われることが多い日曜日になるべく休み、健児達を遊びに連れていってくれたという。
青二塾時代には父・昭生の言っていることが全然わからなかった。父・昭生はそれを理解したのか、何も言わなくなった。唯一言われたのは「ちゃんと栄養のあるものを食べなさい」、「自己管理をちゃんとしなさい」、ということだけだったという。
父とは『BLOOD THE LAST VAMPIRE』、『マージナルプリンス〜月桂樹の王子達〜』、『イヴの時間』、『篁破幻草子』で親子役で共演している。兄とは『エンジェル・ハート』で双児の兄弟や『灼眼のシャナ』でクラスメイト、『WORLD DESTRUCTION 世界撲滅の六人』では瓜二つのキャラクター、『バンブーブレード』などで共演している。息子とは『しょうぐん 天晴れェド!』で息子の役柄の家臣役で共演している。
『スケアクロウマン』第4話では父共々ゲスト（シュタインという名のゲストキャラクターの過去と現在）として、主役である兄と共演した。『スケートリーディング☆スターズ』でも兄と双子の兄弟役で共演し、更にその父親役である昭生も含めて親子三人での共演を果たしている。
父・昭生との共演の機会には「芝居のアプローチが僕とは全然違うんだな」と感じていた。健児は「その場で生まれること、その瞬間瞬間の感情を生かせれば」と思い、わりと統一した芝居にならなかった。その時の芝居の流れで、同じ台詞でも違う芝居になったという。一方、父・昭生の芝居のアプローチは絶対真似できないことであり、「すごいな」と思った。小さい時から父・昭生の仕事を見てきたが、そういうことは共演してはじめてわかったという。
父・昭生は声優デビューを果たした健児に、「ここからが始まりだからな」「新人だからといって、新人づらをするな」と言っていたという。「新人はできなくて当たり前なんだから、萎縮せずに堂々として、できないことは真摯に学べ」という意味だったが、当時の健児はそういう意味だとはわからなかった。とりあえず堂々とした態度を取っていたが、年上の人物からは話しかけられやすく、コミュニケーションが取れたため、「ナイスアドバイス！」と思っていた。しかしあまりにも「ハイ！ ハイ！」とかしこまられると、「面倒くさいからいいや……」と思われ、逆に話しかけなくなるという。「先輩すみません、ドア開けます」のようにせず、ひとりの人間として「そこにいなさい」と父・昭生が言ってたのはそういう意味だと後で気がついたという。
8歳の頃、兄・裕史と一緒に北海道をヒッチハイクなどで旅していた経験がある。また、兄弟3人でコンピュータ雑誌『MSX・FAN』において、ペンネーム「F.I.S」で常連として投稿していたことがある。
昔は兄・裕史とは喧嘩ばかりだったが、17歳の時に裕史が大分県で放送制作会社の会社員に就職したことで一気に尊敬するようになったという。その頃、父・昭生が九州のローカル局でアナウンサーの講師、兄・裕史が番組を制作しながら地方局のCMナレーションを読んだりしており、テレビをつけていたところ父か兄の声ばかり聞こえており、兄を尊敬する反面「すごく悔しいな、負けてるな」と思っていたという。当時、兄・裕史は電車で1時間ぐらい離れたところに住んでいたが、そこまで遊びに行って「どういう仕事してるの？」、「会社ってどうなの？」、「番組ってどうやって作るの？」と聞きに行っていたという。「働いている！一人暮らししてる！社会人すげえ！」と思っていた瞬間から、兄との喧嘩はなくなったという。兄・裕史はその仕事があるため、九州に残ったが、父・昭生は何か思うところがあり、「農業からもう一度、本腰を入れて役者の仕事をやりたい」と、健児と大学受験を目指していた弟・智司を連れて一緒に上京したという。
弟・智司は皆から可愛がられており、健児とも仲が良かったという。一方、幼少期の智司とは裕史とともに当初は仲良く遊んでいたが、その後は健児たちが帰ってくると智司は大喜びで飛び込んでいき、ひとかたまりになり喧嘩していたという。
声優デビューを果たした息子・透也に対しては「とにかく役者を続けろ。続けた先に見えた景色をいつか僕に教えて欲しい。色んなものを吸収した彼から刺激をいっぱいもらいたい。そうすることで僕も新しい世界を知りたいし、僕の中で新たに生まれてくるものがあるはず」とアドバイスを送っている。

## 出演
太字はメインキャラクター。

### テレビアニメ
1996年
- 家なき子レミ（1996年 - 1997年、船員C、村人、男、男の子）
- ゲゲゲの鬼太郎（第4作）（1996年 - 1997年、若者C、河童A、高校生A、番頭、消防団員B、学生、一ツ目、男、男性B、部下A）

1997年
- ちびまる子ちゃん（1997年 - 、平岡秀章、引っ越しやさん、慎吾、珍念、お兄さん）
- 中華一番!（広州餃子館店員）

1998年
- 頭文字D
- 吸血姫美夕（幻像）
- 金田一少年の事件簿（警官、有吉淳平）
- serial experiments lain（少年B）
- セイバーマリオネットJ to X（袖子丸）
- 星方武侠アウトロースター（参謀）
- センチメンタルジャーニー（少年）
- TRIGUN（リッチー）
- 花さか天使テンテンくん（1998年 - 1999年、菊崎トラキチ）
- 魔法のステージファンシーララ（司会者）
- ロードス島戦記-英雄騎士伝-（スパーク）
- ロスト・ユニバース（悪ガキC、船員A、レーダー員、委員A、部下）

1999年
- ジバクくん（カズ）
- 神八剣伝（アニジ）
- BLUE GENDER（海堂祐司）
- 魔術士オーフェン（コークス）
- ONE PIECE（1999年 - 2024年、海賊B、ペル）

2000年
- 銀装騎攻オーディアン（並木準也）
- GEAR戦士電童（吉良国進、アブゾルート、機将G・アブゾルート、アルテア〈少年期〉、警備機獣）
- ゲートキーパーズ（司令〈17歳〉）
- 女神候補生（アーツ・ウィルニー・コクトー）

2001年
- オフサイド（有本渉）
- 学園戦記ムリョウ（村田始）
- ギャラクシーエンジェル（人造人間ダーリン）
- 激闘!クラッシュギアTURBO（真理野ユウヤ）
- シスター・プリンセス（海神航）
- ちっちゃな雪使いシュガー（ターメリック）
- パチスロ貴族 銀（青海俊一）
- ポケットモンスタークリスタル ライコウ雷の伝説（ケンタ）

2002年
- あたしンち（2002年 - 2007年、カップル男、漫才師B、勝弘、小山田）
- Weiß kreuz Glühen（藤堂聖）
- キン肉マンII世（2002年 - 2006年、ジェイド） - 3シリーズ
- 幻魔大戦 神話前夜の章（ルーフ）
- 十二国記（夕暉）
- スパイラル -推理の絆-（カノン・ヒルベルト）
- 天地無用! GXP（ケネス・バール）
- ドラゴンドライブ（マヒル）
- ヒートガイジェイ（レイ・デュリア）
- ポケットモンスター（ヤスジ）
- RAVE（ソラシド・シャープナー）

2003年
- エアマスター（カワハラ）
- ギルガメッシュ（ドゥオ、オペレーター）
- クラッシュギアNitro（浅木雪彦）
- クレヨンしんちゃん（2003年 - 2018年、武蔵野剣太、男性、曇田空男、白八木焼）
- 時空冒険記ゼントリックス（ダークアルファ）
- 出撃!マシンロボレスキュー（サブマリンロボ、ハザード大佐、ジェイの父）
- デ・ジ・キャラットにょ（面茶やすし）
- ボボボーボ・ボーボボ（若頭）
- まっすぐにいこう。（秋吉純一）

2004年
- F-ZERO ファルコン伝説（レオン）
- 機動戦士ガンダムSEED DESTINY（2004年 - 2005年、バート・ハイム、ユウナ・ロマ・セイラン）
- コロッケ!（シャーベット）
- ジパング（津田一馬）
- ゾイドフューザーズ（RD）
- 火の鳥（高市皇子）
- BECK（平義行）
- マシュマロ通信（2004年 - 2005年、ライム）
- 名探偵コナン（2004年 - 2021年、隊員、菊池俊明、江坂律雄）
- RAGNAROK THE ANIMATION（マーチャント）

2005年
- 強殖装甲ガイバー（深町晶）
- 甲虫王者ムシキング 森の民の伝説（2005年 - 2006年、ソーマ）
- 灼眼のシャナ（2005年 - 2012年、佐藤啓作） - 3シリーズ
- 好きなものは好きだからしょうがない!!（羽野義広）
- ポケットモンスター アドバンスジェネレーション（テツヤ）
- 焼きたて!!ジャぱん（坪塚拓美）
- ロックマンエグゼStream（土門凱）

2006年
- イノセント・ヴィーナス（葛城丈）
- エア・ギア（宇童アキラ）
- エンジェル・ハート（李謙徳〈青年時代〉）
- おとぎ銃士 赤ずきん（ハーメルン）
- Kanon（京都アニメーション版）（久瀬）
- しばわんこの和のこころ（アルバイト少年）
- NARUTO -ナルト-（メンマ）
- ハチミツとクローバーII（竹本祐太）※最終回のみ
- 爆球Hit! クラッシュビーダマン（大黒金蔵、神岡テルマ〈代役〉）
- ふたりはプリキュア Splash Star（美翔和也）
- BLOOD+（カルマン）
- プリンセス・プリンセス（坂本春海）
- マージナルプリンス〜月桂樹の王子達〜（アンリ＝ユーグ＝ド＝サン・ジェルマン）
- 夢使い（柳真吾）
- RAY THE ANIMATION（拓也）

2007年
- Over Drive（寺尾晃一）
- 金色のコルダ〜primo passo〜（生徒）
- 鋼鉄三国志（魯粛子敬）
- ゴーストハント（吉見彰文）
- デュエル・マスターズ シリーズ（オーガ） - 2シリーズ
- 桃華月憚（守東春彦）
- ぼくらの（カンジ / 吉川寛治）

2008年
- あまつき（平八）
- きらりん☆レボリューション STAGE3（七尾さん）
- ケロロ軍曹（時雨）
- スケアクロウマン（シュタイン〈青年〉）
- ゼロの使い魔 シリーズ（2008年 - 2012年、ビダーシャル） - 2シリーズ
- バンブーブレード（清村緒乃）
- モノクローム・ファクター（霧立真樹）
- 薬師寺涼子の怪奇事件簿（岸本明）
- ワールド・デストラクション 〜世界撲滅の六人〜（エオル）

2009年
- あにゃまる探偵 キルミンずぅ（龍童パルス）
- 空中ブランコ（尚也）
- クロスゲーム（三島敬太郎）
- 極上!!めちゃモテ委員長（鈴木知広）
- こばと。（桂木）
- 戦う司書 The Book of Bantorra（ウインケニー＝ビゼ）
- 地獄少女 三鼎（城田雅人）
- 続 夏目友人帳（八坂）
- 鋼の錬金術師 FULLMETAL ALCHEMIST（ナンバー48弟）
- バトルスピリッツ 少年突破バシン（Jもどき）
- ポケットモンスター ダイヤモンド&パール（カズナリ）

2010年
- 会長はメイド様!（くぅが〈桜井空我〉、男子A、ラグビー部員）
- 学園黙示録 HIGHSCHOOL OF THE DEAD（ありすの父親）
- バクマン。（ハヤト）
- リングにかけろ1 影道編（黒夜叉）

2011年
- カードファイト!! ヴァンガード（2011年 - 2014年、六月ジュン） - 4シリーズ
- GOSICK -ゴシック-（ネッド）
- さきいか君（さきいか君）
- SKET DANCE（榛葉道流）
- ダンタリアンの書架（グランヴィル弟）
- とある魔術の禁書目録 シリーズ（2011年 - 2018年、グループの連絡係、電話の男） - 2シリーズ
- ドラえもん（テレビ朝日版第2期）（若い男）
- トリコ（愛丸）
- ぬらりひょんの孫 千年魔京（花開院魔魅流）
- 緋弾のアリア（小夜鳴徹）
- BLOOD-C（七原文人）

2012年
- PSYCHO-PASS サイコパス（2012年 - 2019年、宜野座伸元） - 3シリーズ
- たまごっち!シリーズ（2012年 - 2014年、わがシエっち） - 3シリーズ
- 探検ドリランド（ウォーレンス）
- 忍たま乱太郎（2012年 - 2022年、土井半助〈回想〉）
- ハイスクールD×D（2012年 - 2018年、木場祐斗） - 4シリーズ
- 輪廻のラグランジェ（ラクス・レストリネ・ハ・キリウス）

2013年
- アイカツ!（神代レイ）
- 探検ドリランド -1000年の真宝-（輝水卿ナガレ〈黄金仮面ファーン〉、ウォーレンス）
- NARUTO -ナルト- SD ロック・リーの青春フルパワー忍伝（イケメン店員）
- ビーストサーガ（オウルマイティ）
- フリージング ヴァイブレーション（ルイス＝エル＝ブリジット）

2014年
- ハマトラ（柊修一）
- ヒーローバンク（上巻化澄）
- 弱虫ペダル（2014年 - 2023年、黒田雪成） - 5シリーズ
- レディ ジュエルペット（プリンス・カイエン）

2015年
- 影鰐-KAGEWANI-（2015年 - 2016年、レン、ヨウスケ、SP、秋良、部族兵士） - 2シリーズ
- 境界のRINNE（キムラ先輩）
- 攻殻機動隊 ARISE ALTERNATIVE ARCHITECTURE（ツムギ）
- コンクリート・レボルティオ〜超人幻想〜（ハル）
- トリアージX（飛城京児）
- 干物妹!うまるちゃん（2015年 - 2017年、土間タイヘイ） - 2シリーズ
- 遊☆戯☆王ARC-V（勝鬨勇雄）
- 落第騎士の英雄譚（ビショウ）
- ランス・アンド・マスクス（鬼堂院明）
- ルパン三世（ルカ）

2016年
- おそ松さん（神松）
- 斉木楠雄のΨ難（2016年 - 2018年、斉木空助） - 2シリーズ + 完結編
- 新あたしンち（小山田）
- ナースウィッチ小麦ちゃんR（吉田友也）
- NARUTO -ナルト- 疾風伝（フタミ）
- 灰と幻想のグリムガル（アダチ）
- ハンドレッド（アルフォンス・ブリュスタット）
- 美少女戦士セーラームーンCrystal Season III（地場衛 / タキシード仮面）
- 一人之下 the outcast（2016年 - 2018年、徐三） - 2シリーズ
- 腐男子高校生活（中村俊明）
- フューチャーカード バディファイトDDD（増科レイド）
- ユーリ!!! on ICE（イ・スンギル）

2017年
- クズの本懐（鐘井鳴海）
- バチカン奇跡調査官（ヨブ・ジュファー神父）
- 血界戦線 & BEYOND（リール）

2018年
- 牙狼〈GARO〉-VANISHING LINE-（ペドロ）
- 七つの大罪 戒めの復活（ギャノン）
- ヒナまつり（松谷先生）
- ねこねこ日本史（足利義政）
- 食戟のソーマ シリーズ（2018年 - 2019年、シャルム） - 2シリーズ
- BANANA FISH（奥村英二）
- Free!-Dive to the Future-（桐嶋夏也）
- Phantom in the Twilight（ローランド・リー）
- つくもがみ貸します（徳兵衛）
- ソードアート・オンライン アリシゼーション（2018年 - 2020年、比嘉タケル） - 2シリーズ

2019年
- 聖闘士星矢 セインティア翔（殺戮のフォノス）
- ケムリクサ（わかば、ワカバ）
- ポチっと発明 ピカちんキット（オーヴィル）
- あんさんぶるスターズ!（逆先夏目）
- ジョジョの奇妙な冒険 黄金の風（スコリッピ）
- ACTORS -Songs Connection-（鑑香水月）

2020年
- GO!GO!アトム
- ハイキュー!! TO THE TOP（北信介）
- 文豪とアルケミスト 〜審判ノ歯車〜（萩原朔太郎）
- フルーツバスケット（燈路の父）
- もっと!まじめにふまじめ かいけつゾロリ（クリス）

2021年
- スケートリーディング☆スターズ（石川二）
- 憂国のモリアーティ（チャールズ・オーガスタス・ミルヴァートン）
- Fairy蘭丸〜あなたの心お助けします〜（恵夢父）
- かげきしょうじょ!!（奈良田太一）
- 現実主義勇者の王国再建記（2021年 - 2022年、ユリウス・アミドニア） - 2シリーズ
- 逆転世界ノ電池少女（ミサの父）

2022年
- デジモンゴーストゲーム（ピーターモン）
- ビルディバイド -＃FFFFFF-（ネフェルクセス）
- 乙女ゲー世界はモブに厳しい世界です（ギルバート）
- 遊☆戯☆王ゴーラッシュ!!（2022年 - 2025年、フィッシャー・須海、ヘソ81号、足の小指の爪92号、腕26号、唇6号 他多数）
- 新テニスの王子様 U-17 WORLD CUP（2022年 - 2024年、毛利寿三郎） - 2シリーズ
- VAZZROCK THE ANIMATION（絵島航大）
- 令和のデ・ジ・キャラット（面茶やすし）

2023年
- テクノロイド オーバーマインド（アンドロイド・ノーベル）
- 鬼滅の刃 刀鍛冶の里編（甘露寺の父）
- 魔法使いの嫁 SEASON2（アダム）
- ゴブリンスレイヤーII（枢機卿）

2024年
- ポケットモンスター（シャイン）
- シャングリラ・フロンティア（2024年 - 2025年、木兎夜枝境） - 2シリーズ
- 転生したらスライムだった件（レナード）
- キン肉マン 完璧超人始祖編（2024年 - 2025年、ターボメン） - 2シリーズ
- 恋は双子で割り切れない（白崎父）
- 夜桜さんちの大作戦（ミズキ）
- 歴史に残る悪女になるぞ（ポール）

2025年
- 逃走中 グレートミッション（アル）
- Dr.STONE SCIENCE FUTURE（Dr.ゼノ） - 2シリーズ
- 魔法使いの約束（ノーヴァ）
- New PANTY & STOCKING with GARTERBELT（ダテンシティ大統領）

### 劇場アニメ
2000年代
- BLUE GENDER THE WARRIOR（2002年、海堂祐司）
- 映画 あたしンち（2003年、月岡修造〈少年時代〉）
- 劇場版ポケットモンスター アドバンスジェネレーション 七夜の願い星 ジラーチ（2003年、少年バトラー）
- 劇場版ポケットモンスター アドバンスジェネレーション 裂空の訪問者 デオキシス（2004年、リュウ、デオキシスB）
- 劇場版 CLANNAD -クラナド-（2007年、岡崎朋也）
- ONE PIECE エピソードオブアラバスタ 砂漠の王女と海賊たち（2007年、ペル）
- 劇場版MAJOR メジャー 友情の一球（2008年、古賀将人）
- 宇宙戦艦ヤマト 復活篇（2009年、桜井洋一）

2010年代
- イヴの時間 劇場版（2010年、真崎マサカズ）
- 伏 鉄砲娘の捕物帳（2012年、家定）
- 劇場版 BLOOD-C The Last Dark（2012年、七原文人）
- 攻殻機動隊ARISE -GHOST IN THE SHELL-（2013年、ツムギ）
- PERSONA3 THE MOVIE（2013年 - 2016年、友近健二） - 3作品
- 聖闘士星矢 LEGEND of SANCTUARY（2014年、一輝）
- Free!シリーズ（2015年 - 2019年、桐嶋夏也） - 4作品
- 攻殻機動隊 新劇場版（2015年、ツムギ）
- 劇場版 PSYCHO-PASS サイコパス（2015年、宜野座伸元）
- 同級生（2016年、佐条利人）
- 青鬼 THE ANIMATION（2017年、立花文彦）
- PSYCHO-PASS サイコパス Sinners of the System（2019年、宜野座伸元） - 2作品

2020年代
- PSYCHO-PASS サイコパス 3 FIRST INSPECTOR（2020年、宜野座伸元）
- 劇場版 美少女戦士セーラームーンEternal（2021年、地場衛 / タキシード仮面） - 前後編
- Fate/Grand Order -終局特異点 冠位時間神殿ソロモン-（2021年、マリスビリー・アニムスフィア）
- 特『刀剣乱舞-花丸-』〜雪月華〜（2022年、南海太郎朝尊 ）
- 銀河英雄伝説 Die Neue These 激突（2022年、ルパート・ケッセルリンク） - 2作品
- 銀河英雄伝説 Die Neue These 策謀（2022年、ルパート・ケッセルリンク） - 3作品
- 劇場版 美少女戦士セーラームーンCosmos（2023年、地場衛 / タキシード仮面/ キング・エンディミオン） - 前後編
- 劇場版 PSYCHO-PASS サイコパス PROVIDENCE（2023年、宜野座伸元）
- 機動戦士ガンダム 鉄血のオルフェンズ ウルズハント -小さな挑戦者の軌跡-（2025年、シクラーゼ・マイアー）

### OVA
1990年代
- ようちえん戦隊げんきっず（1996年、キムタ君）※クレジットでは「野島健司」と表記されている
- 新・湘南爆走族 荒くれナイト2 死神たちの公道レース 第二章（1998年、橘直也）
- ダイノゾーン（1998年、ダイノサーベル）
- 刻の大地（1998年、ザード）
- 美しいお面（1999年、春満）
- 卒業M 〜オレ達のカーニバル〜（1999年、蒼稜葵）
- メルティランサー The Animation（1999年、EMPオペレーター ア、ガード・チ）
- ときめきメモリアル（1999年、男）

2000年代
- 天使禁猟区（2000年、無道刹那）
- ジェネレーションオブカオス3〜時の封印〜（2001年、ウェレス）
- I'll/CKBC（2002年、柊拓也）
- ナースウィッチ小麦ちゃんマジカルて（2002年、稲葉）
- Blue Gender THE WARRIOR（2002年、海堂祐司）
- 機動新撰組 萌えよ剣（2003年、弓月新太郎）
- 大YAMATO零号（2004年、ダイチ・ヒロシ）
- _summer（2006年、船田治）
- アンパンマンとはじめよう! かぞえよう 1・2・3（2006年、タンバリンマン）
- 灼眼のシャナシリーズ（2006年 - 2009年、佐藤啓作） - 2シリーズ
- やなせたかしメルヘン劇場 キラキラ（2008年、キル）
- プラレールわいわいDVD（2009年、アダチ隊長）

2010年代
- カーニバル・ファンタズム（2011年、遠野志貴、ネコアルク・エボリューション 他）
- 輪廻のラグランジェ（2012年 - 2014年、ラクス・レストリネ・ハ・キリウス） - 3シリーズ
- ハイスクールD×D（2012年 - 2015年、木場祐斗） - 小説第13・15・DX.1・DX.2巻BD付限定版
- 参乗合体 トランスフォーマーGo!（2013年、風魔小太郎） - テレビマガジン11月号ふろくDVD
- 新テニスの王子様 OVA vs Genius10（2014年、毛利寿三郎）
- 干物妹!うまるちゃん（2015年 - 2017年、土間タイヘイ） - コミックス第7・10巻OVA同梱版
- To LOVEる -とらぶる- ダークネス（2016年、西連寺冬彦） - コミックス第17巻限定版に付属

### Webアニメ
2000年代
- ブラック・ジャック（2001年、デヴィ、息子）
- イヴの時間（2008年、真崎マサカズ）

2010年代
- 美少女戦士セーラームーンCrystal（2014年 - 2015年、地場衛 / タキシード仮面 / キング・エンディミオン） - 2シリーズ
- 聖闘士星矢 黄金魂 -soul of gold-（2015年、ウートガルザ）
- 夢王国と眠れる100人の王子様 ショート（2017年、ドロワット）
- 7SEEDS（2019年、鮫島吹雪）
- Fate/Grand Order -絶対魔獣戦線バビロニア- Episode 0 Initium Iter（2019年、カルデア前所長）
- 斉木楠雄のΨ難 Ψ始動編（2019年、斉木空助）

2020年代
- スーパードラゴンボールヒーローズ プロモーションアニメ（シュルム）
- 範馬刃牙（2021年、ジュン・ゲバル）
- 終末のワルキューレII（2023年、ジャータカ）
- グリム組曲（2024年、ヴィルヘルム）

### ゲーム
1996年
- るぷぷキューブルプ☆さらだ

1997年
- ああっ女神さまっ（ヘラクレス）
- 三國無双（陸遜）
- シャイニング・フォースIII シナリオ1 - 3（1997年 - 1998年、フィアール） - 3作品
- Hop Step あいどる☆（岩崎譲二）
- フェーダ2 ホワイト=サージ・ザ・プラトゥーン（ステフェン）
- マリカ 〜真実の世界〜（三代目真実の人）
- 毛利元就 誓いの三矢（小早川隆景）
- 桃太郎道中記（かご屋・岡っ引き）
- ラングリッサーIV（ウィラー提督）

1998年
- 卒業M（蒼稜葵）
- ときめきメモリアル ドラマシリーズ Vol.2 彩のラブソング（部長）
- にじいろトゥインクル 〜ぐるぐる大作戦〜（ソウセイ）
- ファーストKiss☆物語
- 星の丘学園物語 学園祭（橋本直樹）
- 負けるな!魔剣道Z（マサッカー）

1999年
- 学園戦隊ソルブラスト（海内敦也）
- グローランサー（ラルフ）
- スーパーロボット大戦コンプリートボックス（ディック・シャイエール）
- ゼウスII カルネージハート（トム・ボンバジル）
- 聖少女艦隊バージンフリート（チャーフィー）
- ときめきメモリアル ドラマシリーズ Vol.3 旅立ちの詩（演劇部長）
- ときめきメモリアル2（穂刈純一郎）
- Harlem Beat 〜You're The One〜（今川聖）
- マリオネットカンパニー

2000年
- 真・三國無双（陸遜）
- スーパーロボット大戦α（一条輝）
- ときめきメモリアル2 Substories Dancing Summer Vacation（穂刈純一郎）
- BLOOD THE LAST VAMPIRE 上・下巻（主人公）

2001年
- GEAR戦士電童（機将ギガアブゾルート）
- サモンナイト2（ロッカ）
- シャドウハーツ（キース・ヴァレンティーナ）
- 真・三國無双2（陸遜、伏犠）
- スーパーロボット大戦α for Dreamcast（一条輝）
- ときめきメモリアル2 Substories Leaping School Festival（穂刈純一郎）
- ときめきメモリアル2 Substories Memories Ringing On（穂刈純一郎）
- ディジタル・ホームズ（アル・ワトソン）

2002年
- MELTY BLOOD（遠野志貴、七夜志貴）
- Innocent Tears（神楽晴明）
- 機動新撰組 萌えよ剣（弓月新太郎）
- キン肉マンII世 正義超人への道（ジェイド）
- キン肉マンII世 新世代超人VS伝説超人（ジェイド、ダズル）
- 真・三國無双2 猛将伝（陸遜）
- やきとり娘〜スゴ腕繁盛記〜（正春）
- RAVE 〜未完の秘石〜（ソラシド・シャープナー）
- ONE PIECE グランドバトル! 2（ペル）
- ONE PIECE トレジャーバトル（ロッキー・ハッタリー）

2003年
- アークザラッド 精霊の黄昏（カーグ・メレオル・ニーデリア、ドゥラゴ族）
- サモンナイト3（ロッカ）
- ジェネレーションオブカオスIII 〜時の封印〜（ウェレス）
- 真・三國無双3（陸遜）
- 真・三國無双3 猛将伝（陸遜）
- SWAT3 エリートエディション完全日本語版
- ゾイドVS.II（ショーマ・シュバール）
- ChainDive（シャーク）
- 超時空要塞マクロス（一条輝）
- ドリームミックスTV ワールドファイターズ（ミクロマン）

2004年
- アークザラッドジェネレーション（カーグ・メレオル・ニーデリア）
- ACE COMBAT 5 THE UNSUNG WAR（ハンス・“Archer”・グリム）
- キン肉マン ジェネレーションズ（ジェイド）
- コロッケ!Great 時空の冒険者（シャーベット）
- シャイニング・ティアーズ（クピード）
- 十二国記 -赫々たる王道 紅緑の羽化-（夕暉）
- 真・三國無双3 Empires（陸遜）
- 新天魔界ジェネレーションオブカオスIV（ウェレス・ファルブロス）
- スーパーロボット大戦MX（吉良国進、機将ギガアブゾルート）
- 好きなものは好きだからしょうがない!!（PS2版）（羽野義広）
- ゾイドVS.III（RD、ショーマ・シュバール）
- Double Reaction!（蛎崎朗）
  - Double Reaction! PLUS（蛎崎朗）

- DIGITAL DEVIL SAGA アバタール・チューナー（サーフ、シュレディンガー）
- BLACK/MATRIX OO（アラギ）
- ラシエルの箱庭 -少年と解放の呪文-（九条鷹見）
- LoveSongs♪ADV 双葉理保14歳〜夏〜（成瀬タカシ）
  - LoveSongs♪ADV 双葉理保19歳〜冬〜（成瀬タカシ）

- MELTY BLOOD Re・ACT（遠野志貴、七夜志貴）

2005年
- コロッケ!DS 天空の勇者たち（シャーベット）
- 魁!!男塾（泊鳳）
- 三国志大戦（R龐統、軍師糜竺 他）
- 真・三國無双4（陸遜）
- 真・三國無双4 猛将伝（陸遜）
- 新天魔界 〜GOC IV アナザサイド〜（ウェレス・ファルブロス）
- スーパーロボット大戦MX ポータブル（吉良国進、機将ギガアブゾルート）
- スターフォックス アサルト（フォックス・マクラウド）
- STAMP OUT（榎本正）
- Sudeki〜千年の暁の物語〜（ナッシュ）
- 旋光の輪舞（ミカ・ミクリ）
- ゾイドタクティクス（ショーマ・シュバール、RD）
- そして僕らは、…and he said（赤井瞭）
- 第3次スーパーロボット大戦α 終焉の銀河へ（一条輝）
- DIGITAL DEVIL SAGA アバタール・チューナー2（サーフ、シュレディンガー、サーフ・シェフィールド）
- ハリー・ポッターと炎のゴブレット（セドリック・ディゴリー）
- ぴゅあぴゅあ〜耳としっぽのものがたり〜（御堂拓也）
- ファントム・キングダム（破壊神アレクサンダー）
- マージナルプリンス〜月桂樹の王子達〜（アンリ＝ユーグ＝ド＝サン・ジェルマン）
- ワンダと巨像（ワンダ）
- MELTY BLOOD Act Cadenza（遠野志貴、七夜志貴）

2006年
- Another Century's Episode 2（一条輝）
- 乙女的恋革命★ラブレボ!!（木野村透）
- キン肉マン マッスルジェネレーションズ（ジェイド）
- キン肉マン マッスルグランプリMAX（ジェイド）
- THE ロボットつくろうぜっ! 激闘!ロボットファイト（仁科ジュン）
- 灼眼のシャナ（PS2版）（佐藤啓作）
- ジョジョの奇妙な冒険 ファントムブラッド（ディオ・ブランドー〈少年時代〉）
- 真・三國無双4 Empires（陸遜、伏犠、エディット武将男、新武将（熱血）、献帝）
- 新世紀GPXサイバーフォーミュラ Road to the Infinity 3（三神 刀真）
- SpellDown（城島真人）
- ときめきメモリアル Girl's Side 2nd Kiss（赤城一雪）
- ひめひび -Princess Days-（高城大和）
- BLOOD THE LAST VAMPIRE（PSP版）（主人公）
- 龍が如く2（青年時代の桐生一馬）

2007年
- Another Century's Episode 3 THE FINAL（一条輝）
- ACE COMBAT 6 解放への戦火（Fires of Liberation）（トーシャ・ミジャシク）
- エンジェル・プロファイル（マテウス）
- ギャラクシーエンジェルII 無限回廊の鍵（ジュニエヴル・ハチェット）
- キン肉マン マッスルグランプリ2（ジェイド）
- 真・三國無双5（陸遜、献帝）
- 真・三國無双Online（陸遜）
- スーパーロボット大戦Scramble Commander the 2nd（一条輝）
- Panic Palette（黄朽葉宰〈リーディ・ヴォルパル7世〉）
- BAROQUE（作業天使/少年）
- 翡翠の雫 緋色の欠片2（重森晶）
- 無双OROCHI（陸遜）
- ロックマンゼクス アドベント（ヴァン）

2008年
- キン肉マン マッスルグランプリ2 特盛（ジェイド）
- 幻想水滸伝ティアクライス（ムバル）
- 戦場のヴァルキュリア（クライス・チェルニー）
- 大乱闘スマッシュブラザーズX（フォックス・マクラウド）
- ZWEI II（ラグナ・バレンタイン）
- テイルズ オブ ヴェスペリア（アレキサンダー・フォン・キュモール）
- DUEL LOVE 恋する乙女は勝利の女神（二階堂敦也）
- ときめきメモリアル Girl's Side 2nd Season（赤城一雪）
- Panic Palette Portable（黄朽葉宰〈リーディ・ヴォルパル7世〉）
- ひめひび -Princess Days- ぽーたぶる（高城大和）
- BLEACH The 3rd Phantom（宮能藤丸）
- マクロスエースフロンティア（一条輝）
- 無双OROCHI 魔王再臨（陸遜）
- ラスト・エスコート2 〜深夜の甘い棘〜（マコト）
- ラスト レムナント（ラッシュ・サイクス）
- LUX-PAIN（桐生ヒビキ）
- MELTY BLOOD Actress Again（遠野志貴、七夜志貴）

2009年
- 真・三國無双5 Empires（陸遜、献帝）
- 真・三國無双 MULTI RAID（陸遜）
- 真・翡翠の雫 緋色の欠片2（重森晶）
- 旋光の輪舞 Dis-United Order（ミカ・ミクリ）
- ZWEI II Plus（ラグナ・バレンタイン）
- テイルズ オブ ザ ワールド レディアント マイソロジー2（ゲーデ）
- 闘真伝（シンドウ・トウジ）
- ナデプロ!! 〜キサマも声優やってみろ!〜（南雲健太）
- VitaminZ（方丈那智）
- ひめひび -New Princess Days!!- 続!二学期（高城大和）
- マクロスアルティメットフロンティア（一条輝）
- 無双OROCHI Z（陸遜）

2010年
- 維新恋華 龍馬外伝（河上彦斎）
- Angelic Crest（キャラクタープレイヤー〈男〉）
- 乙女的恋革命★ラブレボ!! Portable（木野村透）
- CLANNAD 光見守る坂道で 上・下巻（岡崎朋也）
- 真・三國無双 MULTI RAID 2（陸遜）
- 真・翡翠の雫 緋色の欠片2 ポータブル（重森晶）
- TAKUYO Mix Box 〜ファーストアニバーサリー〜（黄朽葉宰〈リーディ・ヴォルパル7世〉）
- ときめきメモリアル Girl's Side 3rd Story（赤城一雪）
- トリニティ ジルオール ゼロ（ツェラシェル）
- VitaminZ Revolution（方丈那智）
- ひめひび -New Princess Days!!- 続!二学期 ぽーたぶる（高城大和）
- MELTY BLOOD Actress Again Current Code（遠野志貴、七夜志貴）
- Le Ciel Bleu 〜ル・シエル・ブルー〜（ジュリアス）
- ONE PIECE ギガントバトル!（ペル）

2011年
- 死神と少女（千代）
- 真・三國無双6（陸遜、献帝）
- 真・三國無双6 Special（陸遜、献帝）
- 真・三國無双6 猛将伝（陸遜、献帝）
- 真・三國無双 NEXT（陸遜）
- テイルズ オブ ザ ワールド レディアント マイソロジー3（ゲーデ）
- ドラゴンボールヒーローズ（2011年 - 、魔人族アバター〈バーサーカータイプ〉） - 5作品
- VitaminXtoZ（方丈那智）
- ファントム・キングダム PORTABLE（破壊神アレクサンダー）
- Black Robinia（神楽坂月彦）
- マクロストライアングルフロンティア（一条輝）
- 無双OROCHI 2（陸遜）
- ONE PIECE ギガントバトル! 2 新世界（ペル）

2012年
- アーシャのアトリエ 〜黄昏の大地の錬金術士〜（カイル・タレンバート）
- アンチェインブレイズ エクシヴ（ゾディアス）
- イース セルセタの樹海（レムノス）
- クロヒョウ2 龍が如く 阿修羅編（斉藤保）
- Confidential Money 〜300日で3000万ドル稼ぐ方法〜（マイケル・ワトソン）
- 真・三國無双6 Empires（陸遜、献帝）
- 真・三國無双 VS（陸遜）
- スクール・ウォーズ（比佐将文）
- 第2次スーパーロボット大戦OG（ウェントス、ディック・シャイエール）
- テイルズ オブ イノセンス R（コンウェイ・タウ）
- 無双OROCHI2 Special（陸遜）
- 無双OROCHI2 Hyper（陸遜）
- ワンピース ROMANCE DAWN 冒険の夜明け（ペル）
- ONE PIECE ワンピーベリーマッチIC（ペル）

2013年
- 乙女的恋革命★ラブレボ!! 100kgからはじまる→恋物語（木野村透）
- カードファイト!! ヴァンガード ライド トゥ ビクトリー!!（六月ジュン）
- 下天の華（明智光秀）
- シャイニング・アーク（ハイラム）
- ジョジョの奇妙な冒険 オールスターバトル（メローネ）
- 真・三國無双7（陸遜）
- 真・三國無双7 猛将伝（陸遜）
- スクール・ウォーズ〜卒業戦線〜（比佐将文）
- Tiny×Machinegun（ハインツ・ジークベルト）
- ティアラ コンチェルト（ヒューマン〈男性〉ボイス）
- 討鬼伝（息吹）
- 図書室のネヴァジスタ THE FOOL（津久居賢太郎）
- トリコ グルメガバトル!（愛丸）
- ドットカレシ-We're 8bit Lovers!- II 〜てんくうのキス〜（おどりこ）
- ハイスクールD×D（木場祐斗）
- VitaminZ Graduation（方丈那智）
- VitaminZ Revolution（方丈那智）
- マクロス30 銀河を繋ぐ歌声（一条輝）
- 無双OROCHI2 Ultimate（陸遜）
- 名探偵コナン マリオネット交響曲（春日部竜也）
- 嫁コレ（宜野座伸元）
- ラスプレ〜Last Precious〜（リュカ）

2014年
- いざ、出陣!恋戦 第二幕〜越後編〜（宇佐美定満）
- 学園ヘヴン2 〜DOUBLE SCRAMBLE!〜（水無瀬新）
- 神様と運命覚醒のクロステーゼ（神風シン）
- 機動戦士ガンダム外伝 ミッシングリンク（フレッド・リーバー）
- CV 〜キャスティングボイス〜（中御門大介）
- 下天の華 夢灯り（明智光秀）
- 三国志パズル大戦（陸遜〈真・三國無双〉）
- 神撃のバハムート（ファントムキャット）
- 真・三國無双7 Empires（陸遜）
- 大乱闘スマッシュブラザーズ for Nintendo 3DS / Wii U（フォックス・マクラウド）
- 討鬼伝 極（息吹）
- 熱血異能部活譚 Trigger Kiss（昴大和）
- BLACK CODE ブラック・コード（ジール＝ガブリエラ）
- ボイスミーツガール〜幸運のシンデレラ〜（神宮寺葵）
- マーメイドゴシック（ガウェイン＝ライツ）
- -8（佐伯郁沙）
- 嫁コレ（方丈那智）
- Rewrite（安西）
- 私のホストちゃんS（美咲翼）
- ONE PIECE ワンピースキングス（ペル）

2015年
- 英雄伝説 空の軌跡 FC Evolution（グラッツ）
- 男遊郭（かげろう）
- PSYCHO-PASS サイコパス 選択なき幸福（宜野座伸元）
- ジョジョの奇妙な冒険 アイズオブヘブン（メローネ）
- 戦乱のサムライキングダム（真田幸村）
- 手錠付き アイドル共同生活!（橘叶人）
- 忍務遂行（黒鐘惣七）
- 干物妹!うまるちゃん 〜干物妹!育成計画〜（土間タイヘイ）
- Photograph Journey〜恋する旅行・香川編＆宮崎編〜（柚木崎凪）
- フォルティシア
- 夢王国と眠れる100人の王子様（ドロワット）
- 弱虫ペダル 明日への高回転（黒田雪成）
- ワールド エンド エクリプス（ルーブル）

2016年
- アイカツ! フォトonステージ!!（神代レイ）
- あんさんぶるスターズ！（2016年 - 2020年、逆先夏目）
- SDガンダム GGENERATION GENESIS（フレッド・リーバー、マイキャラクターボイス男性5）
- ELCHRONICA（ウィル）
- Shadowverse（清浄の僧侶、赤枝の聖騎士・ノイシュ、ファントムキャット、銀嶺の秘剣士、ディメンションドミネーター、猫の奇術師、スピリットキュレーター）
- 真・三國無双 英傑伝（陸遜）
- ダウト〜嘘つきオトコは誰?〜（間宮春一）
- 文豪とアルケミスト（萩原朔太郎）
- マクロスΔスクランブル（一条輝）
- もし、この世界に神様がいるとするならば。（九鬼アキラ）

2017年
- 蒼き革命のヴァルキュリア（バルデュス・グリッペンベルク）
- 茜さすセカイでキミと詠う（黒田官兵衛）
- 歌マクロス スマホDeカルチャー（一条輝）
- さんぽけ〜三国志大戦ぽけっと〜（陸遜）
- テイルズ オブ ザ レイズ（コンウェイ・タウ）
- ファイアーエムブレム Echoes もうひとりの英雄王（フェルナン）
- フューチャーカード バディファイト 目指せ!バディチャンピオン!（増科レイド）
- 無人戦争2099（夏目仁）
- 結ひの忍（鮭延益之助）
- 龍が如く 極2

2018年
- LibraryCross∞ -ライブラリークロスインフィニット-（ダーク）
- ガンダムバーサス（フレッド・リーバー）
- 真・三國無双8（陸遜）
- 斉木楠雄のΨ難 妄想暴走 Ψキックバトル（斉木空助）
- 人狼殺
- ドラゴンボール レジェンズ（フードの男）
- HIDE AND FIRE（チャーリー）
- 殺し屋とストロベリー（クラマ）
- OVERHIT（アイゼン）
- CARAVAN STORIES（マググラ）
- 無双OROCHI 3（陸遜）

- 一血卍傑-ONLINE-（モリランマル）
- スーパーロボット大戦X-Ω（一条輝）
- あやかし恋廻り（由利藤一郎）
- ワールドエンドヒーローズ（神ヶ原衛）
- モンスターストライク（2018年 - 2024年、地場衛 / タキシード仮面、ミズキ）
- 大乱闘スマッシュブラザーズ SPECIAL（フォックス・マクラウド〈スマッシュアピール〉）
- 夢間集（ギョクショウ）
- 千銃士（ミカエル）

2019年
- グランブルーファンタジー（2019年 - 2024年、ロベリア）
- クリムゾンクラン（榊󠄀伊織）
- 三国志大戦M（関平）
- 消滅都市0.（宜野座伸元）
- スーパードラゴンボールヒーローズ ワールドミッション（魔神シュルム、魔人バーサーカータイプ）
- 新テニスの王子様 RisingBeat（毛利寿三郎）
- 刀剣乱舞 ONLINE（2019年 - 2024年、南海太郎朝尊）
- 覇穹 封神演義 〜センカイクロニクル〜（崇黒虎）
- VARIABLE BARRICADE（黛汐音）
- ぷよぷよ!!クエスト（2019年 - 2020年、タキシード仮面、北信介）
- ポケモンマスターズ（ヒョウタ）
- 魔法使いの約束（ノーヴァ）
- 無双OROCHI3 Ultimate（陸遜）
- WAR OF THE VISIONS ファイナルファンタジー ブレイブエクスヴィアス 幻影戦争（サージェス）

2020年
- アルカ・ラスト 終わる世界と歌姫の果実（フーゴ）
- BLADE XLORD―ブレイドエクスロード―（アッシュ）
- あんさんぶるスターズ!! Basic / Music（2020年 - 2024年、逆先夏目）
- エグゾスヒーローズ（ジン）
- イケメン王子 美女と野獣の最後の恋（クラヴィス＝ルルーシュ）
- 原神（アルベド）

2021年
- MAGLAM LOAD / マグラムロード（アクラオ）
- ファイアーエムブレムヒーローズ（フェルナン）
- ONE PIECE バウンティラッシュ（ペル）
- ライブ・ア・ヒーロー！（モノマサ）
- B-PROJECT 流星*ファンタジア（増長希充）
- ハッピークズトピア（永江翔太）
- 共闘ことばRPG コトダマン（北信介）
- 戦策三国志（劉備、呂布）
- 真·三國無双8 Empires（陸遜）

2022年
- テクノロイドユニゾンハート（ノーベル）
- EVE ghost enemies（東海林修司）
- 天獄ストラグル -strayside-（小野篁）
- デジモンサヴァイブ（ハルチカ）
- 鋼の錬金術師 MOBILE（スライサー / ナンバー48〈弟〉）
- 千銃士:Rhodoknight（ミカエル）
- 機動戦士ガンダム 鉄血のオルフェンズG（シクラーゼ・マイアー）

2024年
- 恋と深空 -Love and Deepspace-（マヒル）
- マクロス -Shooting Insight-（一条輝）
- 廻らぬ星のステラリウム（エドガー）
- ブレイクマイケース（弥代透吾）
- 転生したらスライムだった件〜魔王と竜の建国譚〜（レナード）
- 遊戯王 デュエルリンクス（フィッシャー・須海）

### ドラマCD
- サウンド フロム 夏色小町（2003年、中田友也）
- 愛すべき探偵の裏事件簿（斎藤由宇）
- 『アクセル・ワールド』+『ソードアート・オンライン』ドラマCD（比嘉タケル）
- ACTORS シリーズ（鑑香水月）
  - EXIT TUNES PRESENTS ACTORS2
  - EXIT TUNES PRESENTS ACTORS5
  - ACTORS - Drama Edition - [EAST]
- 浅見光彦シリーズ「天河伝説殺人事件」（水上和鷹）
- 明日の君と逢うために ドラマCD Vol.1 - 5（八代修司）
- あまつき シリーズ（平八）
- 妖しのセレス ドラマアルバム 天女の歌声〜The Hevenly Voice〜（司敬）
- いざ、出陣!恋戦 第二幕 武将探偵 上杉謙信 〜干し柿殺人事件〜（宇佐美定満[237]）
- Infantaria 〜インファンタリア〜（ランカード・ケーブル）
- AR〜another epilogue〜（伊萩滝）
- 王子様と!セレブ♥デート 〜ラブφサミット〜（リヒャルト・慧梧・クヴァンツ）
- おとぎ銃士 赤ずきん ドラマ＆サウンドトラック Vol.1 - 3（ハーメルン）
- おとなの時間（加賀怜）
- 乙女的恋革命★ラブレボ!! シリーズ（木野村透）
  - 乙女的恋革命★ラブレボ!! 〜Second Stage〜
  - 乙女的恋革命★ラブレボ!! GO!GO!お見舞い大作戦
- オフィス遊佐浩二 社外活動1 〜オフィスの危機!?〜（山田泰三）
- かげきしょうじょ!! Blu-ray 第2巻スピンオフドラマ「ファントム」（奈良田太一）
- 彼方から（コーリキ）
- からっと!（ゼノ）
- カレンダーボーイ（文化の日）※ウィングス 2010年6月号付録ドラマCD
- GEAR戦士電童 CDドラマ File.3（吉良国進、アブゾルート）
- 君は僕の虜なれ（巫式巴）
- 金色のコルダ プロジェクトff -紅（あか）のヴィルトゥオーソ-（鎌田立之輔）
- 銀河鉄道の夜（ナレーション）
- CLANNAD-クラナド- シリーズ（岡崎朋也）
  - CLANNAD-クラナド- Vol.1 - 5
  - CLANNAD-クラナド- 光見守る坂道で 第1 - 4巻
- 幻想魔伝 最遊記 第四巻 Bad Company（姜結）
- 鋼鉄三国志 シリーズ（魯粛子敬）
  - 鋼鉄三国志 外史想歌 第一伝〜思慕〜
  - 鋼鉄三国志 外史想歌 第三伝〜友愛〜
- 胡鶴捕物帳 第壱・弐巻（因幡苑兎）
- 子ひつじは迷わない 走るひつじが1ぴき・前編（綿貫司）
- PSYCHO-PASS サイコパス シリーズ（宜野座伸元）
  - PSYCHO-PASS サイコパス/ゼロ 名前のない怪物 上・下巻
  - PSYCHO-PASS サイコパス 追跡者 縢秀星 上・下巻
- サモンナイト 界の狭間のゆりかご（ロッカ）
- 三千世界の鴉を殺し 3、4、5 ＜後篇＞、9、11、17（マコト・ミツガシラ）
- The Epic of Zektbach -FRAGMENTS OF ARIA TE'LARIA-（LEXI〈レキシ〉）
- 灼眼のシャナ シリーズ（佐藤啓作）
  - 灼眼のシャナ ASSORTED SHANA Vol.I - II
  - 灼眼のシャナII SPLENDIDE SHANA II Vol.I - II
  - 灼眼のシャナII -Second- アニメージュスペシャルドラマCD「迷子の迷子のゆうじ君」
- 少年☆周波数 〜王様の棋譜〜 第1 - 3章（山根容）
- 獣神空想御伽草子 第1 - 3巻（語り手）
- 真・三國無双シリーズ（陸遜）
  - 真・三國無双〜風焔乱舞〜
  - 真・三國無双〜群星翔舞〜
  - 真・三國無双6 烈星・衝天煌舞
- 紳士同盟†（辻宮真栗）
- 好きっていいなよ。（立川雅司）※ドラマCD付き第6 - 7巻特装版
- スクミュ!! Act.1 - 3（如月万里）
- スターオーシャンセカンドストーリー 約束の小さな瞳（エイル）
- 精神特科 DomusCordis〜if-畏怖に苛まれた少年（カル）
- 声優刑事 Vol.1 - 3（中川克彦）
- Saint Beast Others 全3巻（ユリウス・ロウ）
- 葬除屋XRAID Judge the mistakes-過ちの代償-（憐）
- 篁破幻草子 シリーズ（雷信〈小野筱〉）
  - 篁破幻草子 第1巻 宿命よりもなお深く
  - 篁破幻草子 第2巻 六道の辻に鬼の哭く
- Wジュリエット（三浦竜良）
- チョコレート・ヴァンパイア（篝月霞）
- 月姫 シリーズ
  - アーネンエルベの一日（遠野志貴、七夜志貴）
  - TAKE MOON×TYPE-MOON 10周年記念スペシャルドラマCD「カレー先輩と呼ばないで!」（遠野志貴）
  - TYPE-MOON 10周年記念ドラマCD「イリヤエ・ロボマエ」（メカシキ）
  - TYPE-MOON 10周年記念ドラマCD「タイガー＆ブルマー with ネコアルク VS メカアキハ」（遠野志貴）
- つよきす シリーズ（対馬レオ）
- テイルズ オブ ファンタジア アンソロジー vol.1（エルウィン）
- テイルズ オブ ヴェスペリア Vol.2 - 3（キュモール）
- DUEL LOVE 恋する乙女は勝利の女神 オリジナルドラマCD 恋する王子は勝利のヘブン（二階堂敦也）
- 天外レトロジカル（御守諒平）
- 天使禁猟区 シリーズ（無道刹那）
- 桃華月憚 シリーズ（守東春彦）
  - 桃華月憚 華劇草紙「闘」
  - 桃華月憚 華劇草紙「恋」
- ときめきメモリアル 彩のラブソング with you vol.1 - 5（演劇部部長）
- ときめきメモリアル 旅立ちの詩 so long 藤崎詩織1 - 2（小井塚先生）
- ときめきメモリアル2 シリーズ（穂刈純一郎）
- ときめきメモリアル Girl's Side 2nd Kiss シリーズ（赤城一雪）
  - ときめきメモリアル Girl's Side 2nd Kiss オリジナルサウンドトラック
  - ときめきメモリアル Girl's Side 2nd Kiss 短編ドラマ集「Seaside Sketches」
  - ときめきメモリアル Girl's Side 2nd Kiss ドラマ&イメージソングアルバム vol.1
- 特殊郵便承ります（鐘）※カグヤ Vol.7付録ミニドラマCD
- 図書室のネヴァジスタ ドラマCD（津久居賢太郎）
- ナデプロ!! シリーズ（南雲健太）
  - ナデプロ!! Vol.1 - 5
  - ナデプロ!! SPCD 〜近況報告〜
  - ナデプロ!! SPCD2 〜続・近況報告〜
- 高速エイジ（遠矢）
- TVアニメーション「破天荒遊戯」ドラマCD 第1巻 断罪の緋き花よ咲け（フェイ・リゼット）
- ハンドレッド（アルフォンス・ブリュスタット）※小説第10巻限定特装版[238]
- Piaキャロットへようこそ!!3 第1 - 3巻（神無月明彦）
- 緋色の欠片 シリーズ（重森晶）
  - 緋色の欠片シリーズ オリジナルサウンドトラック
  - 翡翠の雫 緋色の欠片2 ドラマCD 惑わしの洞窟
  - 翡翠の雫 緋色の欠片2 ドラマCD Vol.2 幻魔の罠
  - 真・翡翠の雫 緋色の欠片2 ドラマCD 黄泉渡り
- 光る猫爪（到津実舩[239]）
- VitaminZ シリーズ（方丈那智）
  - VitaminZ ドラマCD -Part.1- 〜Dokidokiびたみん♪ 君と一晩すぺくたくる〜
  - VitaminZ ドラマCD -Part.2- 〜Haraharaびたみん♪ 恋はいつでもすりりんぐ〜
  - VitaminX-Z ドラマCD「〜秘密倶楽部でつかまえて〜SADISTIC SIDE〜」
  - VitaminX-Z ドラマCD「〜秘密倶楽部でつかまえて〜MASOCHISTIC SIDE〜」
  - Dramatic CD Collection VitaminZ・ハッピービタミン〜Oh!ムコ・バトル〜
- ひめひび シリーズ
  - ひめひび -Princess Days- ドラマCD Prince Days -とある王子様たちの慌ただしい日-（高城大和）
  - ひめひび -New Princess Days!!- 続!二学期 ドラマCD New Prince Days -Precious Memory For You-（高城大和）
- ファンタジー彼氏 シリーズ（語り）
  - アニメイトで聞きました! ファンタジー彼氏 〜Dive into Fairy Story〜 Vol.1 ピーターパン from 『ピーターパン』
  - アニメイトで聞きました! ファンタジー彼氏 〜Dive into Fairy Story〜 Vol.2 キャプテン・フック from 『ピーターパン』
  - アニメイトで聞きました! ファンタジー彼氏 〜Dive into Fairy Story〜 Vol.3 人狼 from 『赤ずきん』
  - アニメイトで聞きました! ファンタジー彼氏 〜Dive into Fairy Story〜 Vol.4 狩人 from 『赤ずきん』
  - アニメイトで聞きました! ファンタジー彼氏 〜Dive into Fairy Story〜 Vol.5 ヘンゼル from 『ヘンゼルとグレーテル』
  - アニメイトで聞きました! ファンタジー彼氏 〜Dive into Fairy Story〜 Vol.6 魔法使い from 『ヘンゼルとグレーテル』
- ファントム・キングダム DISC1 - 2（破壊神アレクサンダー）
- BLACK/MATRIX OO 慟哭の爪痕（アラギ）
- フラワー・オブ・ライフ（斉藤滋）
- Free! シリーズ（桐嶋夏也）
  - 『映画 ハイ☆スピード！-Free! Starting Days-』ドラマCD「岩鳶中学水泳部 活動日誌」
  - TVアニメ『Free!-Dive to the Future-』ドラマCD「Extra Short Films」
- プリンセス・プリンセス ドラマCD Vol.2 - 4（坂本春海）
- ペルソナ3 シリーズ（友近健二）
  - ペルソナ3 ドラマCD Vol.1 -Daylight-
  - ペルソナ3 キャラクタードラマCD Vol.2
  - ペルソナ3 ポータブル Vol.1
- 僕と彼女の×××（上原あきら）
- ほしのこえ RADIO EDITION（カズシ）
- Marginal Prince Drama CD1 〜ユウタ学院到着編〜（アンリ・ユーグ・ド・サンジェルマン）
- MARS（木田達也）
- マスケティア・ルージュ 第1 - 2巻（ギュスターヴ）
- 街 第Qの男 〜QはquestionのQ〜（青ムシ〈青井則生〉）
- 真夏の夜の夢（ヘレナ）
- Missing 呼び声の物語（村神俊也）
- 緑のアルダ（ウルファ）
- 無双OROCHI 混沌鳴動【CHAOS-BEAT】（陸遜）
- メモリーサイト75（澄川雄二）
- 闇の皇太子（青龍甘雨）
  - ドリー夢Say★Youコレクション　闇の皇太子編
  - 虚構の貴人　CD付特装版
- 酔い愛CD シリーズ（山口錦）
  - 「酔い愛CD」ドラマCD1　男だらけの宴
  - 「酔い愛CD」ドラマCD2　男だらけの告白大会
- ラスト・エスコート2 〜深夜の甘い棘〜 ドラマCD（マコト）
- ラブ・ベリッシュ!（千葉梓）
- 乱丸XXX（潮崎和己）
- ONE 〜輝く季節へ〜 Vol.1 - 3（折原浩平）

### 朗読・シチュエーションCD
- アメとムチ（恩田宗史）
- 雨枕二期 六ツ美（真倉六ツ美）
- アロマな彼氏 vol.1 ラベンダー（藤森優一）
- 「伊藤大助 監修　近代文学朗読選集」第一巻「花園の思想」横光利一
- -陰陽師幻夜録- 我が掌で眠れ Vol.2（翔真）
- VANQUISH BROTHERS 第伍夜（ミツナリ[240]）
- 男遊郭 シリーズ（かげろう）
  - 男遊郭の秘めたる遊戯 黒曜の情
  - 男遊郭の艶寝 第五夜
- オリジナル朗読CD The Time Walkers 7 高杉晋作
- 彼氏がイチャ××(ラブ)を強要して日曜日ベッドから出してくれません！vol.3（蒼真）
- クリミナーレ！シリーズ（ダンテ）
  - クリミナーレ！F Vol.7
  - クリミナーレ！X Vol.2
  - クリミナーレ！DUELLO Vol.3 ダンテ＆ファンタズマ
  - クリミナーレ！R Vol.1 キアーヴェ＆ダンテ
  - クリミナーレ！T Vol.7
- 下天の華 シリーズ（明智光秀）
  - ネオロマンス・シチュエーションCD Vol.1 兄編 〜白兄/黒兄〜
  - ネオロマンス・シチュエーションCD 下天の華 壱 蜜月の秘め事 信長＆光秀の章
- 〜こどもとの暮らしを楽しむ言葉をちりばめた〜昔ばなしとお歌
- 終極のDOLLS 第4巻（ロルフ）
- SEVENTH HEAVEN vol.1（アキラ[241]）
- セン恋。After Story 社会の先生 時をこえてそばにいて（坂本亮太）
- 第七特命課 「十狂セメタリー」 SeasonII（世野ネイム）
- 大正吸血異聞 第一夜（宝生呉葉）
- 大正偶像浪漫「帝國スタア」 シリーズ（勲）
  - 大正偶像浪漫「帝國スタア」 弐番星[242]
  - 大正偶像浪漫「帝國スタア キネマトグラフ」 弐番星[243]
- 大正黒華族 第三章（風真ルリヤ）
- 蜜蜂出版シリーズ 旦那カタログ特別号Vol.2 特別号の特集：A型旦那&B型旦那（A型旦那・篠原幸治）
- CHU♥LDK Vol.1（夏緋）
- ノアとノエル（ノエル）
- ハービー・山口 エッセイ集 LOVE&VOICE3
- VitaminZ シリーズ（方丈那智）
  - VitaminZ × 羊でおやすみシリーズ Vol.6 「デビルズでおやすみ」
  - VitaminX-Z・キャンディビタミン6
- 羊でおやすみシリーズ vol.33「のんびりしながらおやすみ」
- Private Tactics CASE 4 ソーマ（ソーマ・L・ロシュフォール）
- 文豪とアルケミスト 朗読CD 第4弾「萩原朔太郎」（萩原朔太郎）
- 密会 -secret tryst- vol.3 〜放課後の甘い囁き〜（相良岬[244]）
- ミュージック・シチュエーションCD vol.3「威風堂々 〜Hello,Darling〜」（氷野瑞貴）
- 「酔い愛CD」キャラクターCD1（山口錦）
- 黄泉戀湯浴み 地獄温泉〜源泉かけ流し〜 弐の湯（義経）
- ラクリモサ -七つの罪- Vol.4 怠惰の章（キリル[245]）
- LOVE★DON!!★QUIXOTE Vol.2（シズク先輩[246]）

### BLCD
- 愛していると言ってくれ。（陣内）
- 甘い口づけ（新見秀）
- 色男はお金がお好き（大和田莉緒）
- インテグラ（郷原英司）
- 嘘つきは恋をする（三浦康行）
- 海 シリーズ（宮上瀬里）
  - 目を閉じればいつかの海
  - 手を伸ばせばはるかな海
  - 耳をすませばかすかな海
- 海ニ眠ル花（室生御影）
- エスコート（浅生ユカリ）
  - ディール
- 王子様のお勉強（王子様）
- お義兄様が世界で1番っ♥（波瀬崎允武）
- 俺と上司のかくしごと（姉崎実紗樹）
  - 俺と上司のかくしごと つづきのはなし
- 追われる夜の獣（水原聖史）
- かげろうの森（愁）
- 課長の恋（原田龍）
- 神様の腕の中（エミリオ・アップルゲート）
- 茅島氏の優雅な生活（茅島澄人）
- きみには勝てない!（筒井参吾）
- 君のために泣こう（澤井静一）
- くされ縁の法則 シリーズ（市村龍平）
  - トライアングル・ラブ・バトル〜くされ縁の法則〜
  - 熱情（こい）のバランス〜くされ縁の法則2〜
  - 独占欲のスタンス〜くされ縁の法則3〜
  - 激震のタービュランス〜くされ縁の法則4〜
  - 情動のメタモルフォーゼ〜くされ縁の法則5〜
  - 蒼眸のインパルス〜くされ縁の法則6〜
- 唇で壊される。（神流柚槻）
- 黒豹の騎士〜美しき提督の誘惑〜（ルロイ・カリウ）
- 君主サマの恋は勝手!（黒巴織人）
- 恋を知る日（滝川雪哉）
- 強引だけど優しくて〜forced but sweet...〜（阿佐戸京）
  - 優しいだけじゃ足りなくて〜Not full only in the sweetness...〜（阿佐戸京）
- ごちそうΩはチュウと鳴く（胡桃沢ちさお）
- この愛を喰らえ（渡木阪鋭）
- 酒とYシャツとキス（鳴瀬雄吉）
- SASRA 1・4（セシェン）
- 執事の特権（乃木坂乙矢）
- シナプスの柩 I・II（桐嶋水斗）
- しのぶこころは（あさぎ）
- 15センチメートル未満の恋（雪見有一）
- じれったい口唇（萩雅之）
  - まなざしの誘惑（萩雅之）
- 好きなものは好きだからしょうがない!! シリーズ（羽野義広）
  - 好きなものは好きだからしょうがない TARGET†NIGHTS TRUTH
  - 好きなものは好きだからしょうがない NEVER LAND
  - 好きなものは好きだからしょうがない RAIN TRUTH
  - 好きなものは好きだからしょうがない NEVER LAND2 ハッピーアワー
  - 好きなものは好きだからしょうがない NEVER LAND2 LOVE STORIES
  - 好きなものは好きだからしょうがない WHITE FLOWER TRUTH【rise】
  - 好きなものは好きだからしょうがない WHITE FLOWER TRUTH【fall】
- 鈴の音がきこえる（霧島淳）
- スローリズム（水森秋人）
- 清澗寺家 シリーズ（清澗寺和貴）
  - この罪深き夜に
  - 夜ごと蜜は滴りて
  - せつなさは夜の媚薬
  - 罪の褥も濡れる夜
  - 終わりなき夜の果て
- 誓約のうつり香（南千宗）
- たとえこの恋が罪であっても（津田瑞樹）
- タナトスの双子1912（ユーリ・ドミトリエヴィチ・オルロフ）
  - タナトスの双子1917（ユーリ・ドミトリエヴィチ・オルロフ）
- だまし討ちだぜ、DR（久保田薫）
- 誰にも愛されない（日下克弘）
- 鎮守神楽（支倉奏）
- 罪 シリーズ（田宮吾郎）
  - 罪な約束
  - 罪なくちづけ
  - 罪な悪戯
  - 罪な宿命
  - 罪な復讐
- つむぎくんのさきっぽ（大野紬）
- つよがり（小野坂）
- Dear.ジェントルパパ（岡晴彦）
- テレビくんの気持ち（内田智晴）
- 同級生 シリーズ（佐条利人）
  - 同級生
  - 卒業生
  - 空と原[247]
  - O.B.
  - blanc
- どうしても触れたくない（嶋俊亜紀）
- 独裁者の恋（成宮礼人）
- 閉じこめたいの（真崎宗太）
- ねかせないで（笹山）
- ねじれたEDGE（咲坂暁彦）
- BAD BOYS（矢崎鉄郎）
- 薔薇の名前（藤川翔）
- ひそやかな微熱（水橋景）
- ヒ・ミ・ツの家庭教師（橘）
- 姫君の輿入れ（狭霧）
- 無器用なのは愛のせい（相川夏樹）
- 偏愛ドラマティック・モンスター（東朝彦[248]）
- 香港貴族に愛されて（高辻真己）
- マスターは恋を知らない（椎名夏樹）
- 満員御礼（鈴木誉）
- 蜜色パンケーキ（貴島十吾）
- 蜜と十字架〜Honey and Cross〜（ルネ）
  - KiKKa5周年記念 SPiN OFF 「蜜と十字架」（ルネ）
- 蜜肌美人（雪村元春）
- 目をとじて3秒（知花マナブ）
- 野獣で初恋（桧垣叶）
- やっぱり君を好きになる（石橋裕之）
- ヤンキーはなちゃんの猫かわいがり彼氏（小田切武丸）
- ラブ・フェロモン（坂井知宏）
- ラムスプリンガの情景（オズワルド・カーター）
- リンク アンド リング（蒔田）
- ロッセリーニ家の息子 捕獲者（成宮礼人）
- ワガママだけど愛しくて 1・2（安達侑治）
- 1Kアパ→トの恋（高城夏）

### ラジオドラマ
- ときめきメモリアル Girl's Station 「遊くん奮闘記」（KONAMI STATION）（赤城一雪）
- 箱根駅伝応援スペシャル〜5夜連続ラジオドラマ『風が強く吹いている』（文化放送）（ハイジ）
- 青山二丁目劇場
  - 「こい!ここぞというとき」（逆多真）
  - 「再会」（聡文）
  - 「子宝千歳のウエディングファイル」（市川竹次郎）
  - 「石のキモチ」（森下哲也）
  - 「運命というやつ」（浩二）
  - 「正義の『見』方」（マサヨシ）
  - 「記憶観覧者」（榎本公一）
  - 「ミスターパーフェクトレディー」（裕太）
  - 「怪しいひと」（一平）
  - 「うちの兄、知りませんか？」（悠太）
  - 「蝉」（誠）
  - 「帰らない理由」（緒方）
  - 「僕らの明日」（輝晃）
  - 青二プロダクション50周年記念企画「火の鳥 〜未来編〜」（山之辺マサト[249]）
- 私立ハコ入り女学園（刑事）（ニッポン放送『ミュ〜コミ+プラス』内コーナー『アニコボ』木曜日「ラジメーション」：2010年1月14日 - ）
- ニッポン放送開局60周年ミュ〜コミ+プラス・ラジオドラマ「バック・トゥ・ザ・レディオ」（初代ANNディレクター[250]、野島ディレクター[251]）
- マガツノート（ラジオ大阪×ミクチャ『サクラバシ919』内コーナー「DONUTS GAMES」：2022年 - 2024年）

### デジタルコミック
- ディアティア（2018年、成田秋人[252]）
- やらしい裏アカくんはさみしがり（2022年、はじめ[253]）
- 今日も明日も、君と（2022年、嶋千尋）[254]
- 無敵のベイビーブルー（2023年、吉川律）[255]

### 吹き替え

#### 映画
- アイス・ストーム（ポール・フッド〈トビー・マグワイア〉）
- アウトサイダー（ポニーボーイ〈C・トーマス・ハウエル〉）
- 悪魔の毒々パーティ（ジミー〈ジャレッド・クスニック〉）
- アマンダ・バインズ in Sweet Paradise（ライアン〈ジョナサン・ベネット〉）
- アルファ・ドッグ 破滅へのカウントダウン（ジョニー〈エミール・ハーシュ〉）
- アレクサンドリア（ダオス〈マックス・ミンゲラ〉）
- 頭文字D THE MOVIE（藤原拓海〈ジェイ・チョウ〉）
- インディ・ジョーンズ/クリスタル・スカルの王国（図書館の学生）
- ヴァージン・スーサイズ（ポール〈ロバート・シュワルツマン〉）
- 宇宙戦争（ロビー・フェリエ〈ジャスティン・チャットウィン〉[256]）
- AVP2 エイリアンズVS.プレデター（リッキー）
- エクトプラズム 怨霊の棲む家（マット・キャンベル〈カイル・ガルナー〉）
- NYPD15分署（ジャック）※ソフト版
- エネミー・オブ・アメリカ（セルビー〈セス・グリーン〉）
- MP3（ディラン）
- オーバー・ザ・ムーン（ロス）
- 王妃の紋章（成（チョン）王子）
- 俺たちチアリーダー!（ショーン〈ニコラス・ダゴスト〉）
- ガーゴイル・トゥルーパーズ（マカリスター）
- 彼氏と彼女の不都合なセックスのこと!（ダニエル〈イアン・サマーホルダー〉）
- カンフー・ダンク（ファン・シージエ〈ジェイ・チョウ〉）
- 紀元前1万年（バク）※劇場公開版
- グリマーマン（ジョニー・デベレル〈ジョニー・ストロング〉）※テレビ朝日版
- グレッグのおきて（ロドリック・ヘフリー〈デヴォン・ボスティック〉）
- グレッグのダメ日記（ロドリック・ヘフリー〈デヴォン・ボスティック〉）
- ケージ・ダイブ（ジェフ・ミラー〈ジョエル・ホーガン〉）
- 西遊記2 〜妖怪の逆襲〜（猪八戒〈ヤン・イーウェイ〉[257]）
- シークレット・オブ・アメリカ（ブライアン〈エステバン・パウエル〉）
- 10人の泥棒たち（ザンパノ〈キム・スヒョン〉[258]）
- 女王陛下のお気に入り（ハーリー〈ニコラス・ホルト〉）
- スコット・ピルグリム VS. 邪悪な元カレ軍団（ウォレス・ウェルズ〈キーラン・カルキン〉）
- センターステージ2 ダンス・インスピレーション!（トミーアンダーソン〈ケニー・ウォーマルド〉）
- 007 ゴールデンアイ ※テレビ朝日版
- デイ・アフター・トゥモロー（サム・ホール〈ジェイク・ジレンホール〉）※テレビ朝日版
- ディープ・ストーム（ビリー〈マット・ルブランク〉）
- ドミノ（ケン〈スティーヴン・フォン〉）
- トラックス（ローガン〈ブレンダン・フレッチャー〉）※ビデオ版
- トワイライト 特別篇（ジャスパー・ヘイル〈ジャクソン・ラスボーン〉、カイウス〈ジェイミー・キャンベル・バウアー〉、ジャレッド）※日本テレビ版
- パーシー・ジャクソンとオリンポスの神々（ルーク・キャステラン〈ジェイク・アベル〉）
  - パーシー・ジャクソンとオリンポスの神々/魔の海
- バイバイマン（エリオット〈ダグラス・スミス〉）
- パラサイト（ケイシー・コナー〈イライジャ・ウッド〉）※テレビ版
- バリー・シール/アメリカをはめた男（モンティ・シェイファー〈ドーナル・グリーソン〉[259]）
- ファイヤーウォール（ボビー）※テレビ朝日版
- フライ・ダディ（オ・セジュン）
- プリティ・プリンセス（マイケル・モスコヴィッツ〈ロバート・シュワルツマン〉）
- ブルー・ブルー・ブルー（アンディ）
- ホーム・アローン3（スタン・プルット）※ソフト版
- マーダー・ネット（トマス〈エドワード・ファーロング〉）
- マイ・ファースト・ジャーニー（マーティン〈トビー・マグワイア〉）
- マスク・オブ・ゾロ（少年時代のアレハンドロ）※ソフト版
- マチェーテ（ジュリオ〈ダリル・サバラ〉）
- ムーンライト・マイル（ジョー〈ジェイク・ジレンホール〉）
- モンスターズ/新種襲来（マイケル・パークス二等兵〈サム・キーリー〉）
- U-571（テッド・“トリガー”・フィッツジェラルド）※ソフト版
- UV -プールサイド-（ボリス）
- ラスト・ソルジャー（ウェン太子）
- ラビット・ホール（ジェイソン〈マイルズ・テラー〉）
- 臨死（ニック〈ジャスティン・チャットウィン〉）
- レジェンド 三蔵法師の秘宝（トン）
- ロード・オブ・ドッグタウン（ステイシー・ペラルタ〈ジョン・ロビンソン〉）
- ワイルド・レーサー（カール・クラウス〈ルーク・J・ウィルキンス〉）
- 私は王である!（忠寧〈ドクチル〉〈チュ・ジフン〉）

#### ドラマ
- iCarly #45（カル）、#107（トッド）
- アソーカ（エズラ・ブリッジャー）
- アグリー・ベティ2 #15（クリスチャン・シリアーノ）
- アンネの日記（ペーター・ファン・ダーン）
- ER緊急救命室（マーティ）
- WITHOUT A TRACE/FBI 失踪者を追え!2 #6（イーサン・ソーヤ）
- X-ファイル シーズン8 #10（トレバー）
- 刑事フォイル#13,#14（ハリー・マーカム）
- コーリー ホワイトハウスでチョー大変!（ジェイソン）
- コールドケース4 #14（スキル）
  - コールドケース7 ザ・ファイナル #9（ルーク・クローニン）
- ザット'70sショー（エリック・フォアマン〈トファー・グレイス〉）
- THE BIBLE〜選ばれし者たちの歴史物語〜（イエス・キリスト[260]）
- ザ・プラクティス ボストン弁護士ファイル #6（デビッド）
- CSI:科学捜査班シリーズ
  - シーズン1 #23（ゴーグル）
  - シーズン3 #2（トム）
- CSI:ニューヨーク7 #17（アレン・ウィルソン）
- The O.C. #22（グレイディ・ブリッジス〈コリン・ハンクス〉）
- スーパーナチュラル7 #15（ジェフリー）
- スタートレック:ヴォイジャー #140（ビリー・テルファー）
- セックス・アンド・ザ・シティ3 #17（サム・ジョーンズ）
- 蒼穹の昴（蘭琴〈李彦明〉）
- 花より男子〜Boys Over Flowers（美作あきら〈キム・ジュン〉）
- パワーレンジャー・S.P.D. #30（ボーク）
- プライベート・プラクティス2 迷えるオトナたち #21（ボビー）
- ブラザーズ&シスターズ シーズン5（セス）
- プロジェクト・ランウェイ4（クリスチャン・シリアーノ）
- ホワイトカラー3 #6（スコット・リバーズ〈ハッチ・ダーノ〉）
- ミステリー・グースバンプス（クリス）
- メンタリスト シーズン3 #19（ピーター）
- ヤング・スーパーマン（クラーク・ジョセフ・ケント〈トム・ウェリング〉）
- 愉快なシーバー家（ベリー、ゲイリー）
- 私はラブ・リーガル（フレッド〈ベン・フェルドマン〉）

#### アニメ
- カップケーキ&ダイノのなんでも屋（ダイノ）
- ザ・スター はじめてのクリスマス（ボー）
- スター・ウォーズ 反乱者たち（エズラ・ブリッジャー[261]）
- スター・ウォーズ/フォース・オブ・デスティニー（エズラ・ブリッジャー）
- ディズニーのスペシャル・クリスマス
- トータリー・スパイズ!（アダム）
- トランスフォーマー アニメイテッド（ワスプ[262]）
- バービーのくるみ割り人形（キャンディ大尉）
- バイオハザード: インフィニット ダークネス（パトリック[263]）
- ベン10：エイリアンフォース（マイク・モーニングスター）
  - ベン10：アルティメット・エイリアン
- マイリトルポニー: エクエストリア・ガールズ（フラッシュセントリー）
  - マイリトルポニー・ガールズ: 虹の冒険
  - マイリトルポニー: エクエストリア・ガールズ - フレンドシップ・ゲーム
  - マイリトルポニー: エクエストリア・ガールズ - エバーフリーの伝説
- 劇場版ムーミン パペット・アニメーション〜ムーミン谷の夏まつり〜（ムーミン）

### 特撮
- テツワン探偵ロボタック（1998年、街頭TVの声、ゲン公の声〈第39話〉）
- 魔弾戦記リュウケンドー（2006年、ゲキリュウケン/ゴッドゲキリュウケンの声）
- 炎神戦隊ゴーオンジャー（2008年、害水王子ニゴール・ゾ・アレルンブラの声）
- ネット版 仮面ライダーディケイド オールライダー超スピンオフ（2009年、ZXの声）
- ネット版 オーズ・電王・オールライダー レッツゴー仮面ライダー 〜ガチで探せ!君だけのライダー48〜（2011年、ライダーマンの声 他）

### テレビドラマ
- 桜の塔（2021年）

### 実写映画
- ヒカリ（2011年、修二[264]）

### 携帯コンテンツ・アプリ
- ウェブカレ（草間薫）
- 声優&キャラ☆コンシェル（のじけん[265]）
- 大正吸血異聞（宝生呉葉[266]）
- ネオロマンス♥ゲームノベル ラブφサミット（リヒャルト・慧梧・クヴァンツ）
- ボイス執事―お嬢様、お時間です―（浅葱[267]）
- ラスプレ〜Last Precious〜（リュカ）
- らぶらぶつんつん アメムチカレシ（恩田宗史[268]）

### ラジオ
※はインターネット配信。
- GAYA2 PARTY〜モバイルアニメイト〜（2000年、AM神戸）
- セイント・ビースト ケダモノたちのHEAVEN'S PARTYすぱーく（2006年 - 2010年、アニメイトTV※）不定期パーソナリティ
- イノヴィ解放同盟（2006年、ランティスウェブラジオ※）
- RADIO DUEL LOVE（2008年、ランティスウェブラジオ※）
- 野島兄弟。（2011年 - 2013年、アニメイトモバイルシリーズ※）
- 野島健児の華劇ラヂヲ（2011年・2012年、バナフェス!ラジオ※）
- PSYCHO-PASSラジオ 公安局刑事課24時（2012年 - 2013年・2014年、音泉※）
- 華劇ラヂヲ（2014年 - 2015年、funラジオ※）
- 野島健児と福田賢二の『ゆるけん』（2014年 - 2016年、ハピラジ!※）
- PSYCHO-PASS サイコパスラジオ 公安局刑事課24時 選択なき幸福【移植版】（2016年、音泉※）[269]
- 新テニスの王子様 オン・ザ・レイディオ（2016年9月、文化放送）マンスリーパーソナリティ

### ラジオ・トークCD
- TVアニメーション「あまつき」 DJCD あまつき やみつき ラジオ 第二巻
- DJCD オフィス遊佐浩二 社外研修2
- クズの本懐 ラジオCD「クズの女子会」
- PSYCHO-PASS サイコパス シリーズ
  - PSYCHO-PASS ラジオ 公安局刑事課24時 冬の一斉検挙SP
  - PSYCHO-PASS ラジオ 公安局刑事課24時 春の交通安全SP
  - PSYCHO-PASS ラジオ 公安局刑事課24時 凶悪犯確保の瞬間SP
  - PSYCHO-PASS ラジオ 公安局刑事課24時 復活SP
  - 新録音版 PSYCHO-PASSラジオ 公安局刑事課24時
  - PSYCHO-PASS サイコパスラジオ 公安局刑事課24時 選択なき幸福 移植版
- セイント・ビースト DJCD Chat.3 〜ケダモノたちの井戸端会議〜
- セイント・ビースト DJCD Chat.5 〜ケダモノたちの秘密の宴〜 Vol.1
- TYPE-MOON VOICE CARNIVAL DJCD「ひびちからじお」ON THE BEACH
- 「野島兄弟。」CD〜家族の肖像〜
- ノジとノジのノジマCD
- DJCD VitaminZ「私立聖帝学園放送部活動録」巻の壱、巻の参
- モモっとトーク シリーズ
  - ウェブラジオ モモっとトーク・パーフェクトCD6 MOMOTTO TALK CD 野島健児盤
  - ウェブラジオ モモっとトーク・スペシャルCD モモっとトーク・スペシャルCD4
  - 高橋広樹のモモっとトークCD 野島健児盤

### ナレーション
- アーティスト・ドキュメント「藤巻亮太 レミオロメン活動休止からソロへ」（2012年10月7日、NHK BSプレミアム）
- アインシュタインの眼『#153 紅茶　〜“心地よい渋み”を楽しむ〜』（2012年2月4日、NHK BSプレミアム）
- カスペ!（2010年5月25日・11月2日・2011年3月23日、フジテレビ）
- 逆転人生（2019年9月23日・2020年6月15日、NHK総合）
- ジェネレーション天国 衝撃!3世代比較TV（2013年1月28日 - 2014年3月10日、フジテレビ）
- 司馬遼太郎短篇傑作選（2014年7月 - 9月・2016年7月 - 8月・2017年4月 - 5月・2019年12月 - 2020年2月、ラジオ大阪）
- 出没！ジャパンですよ。（2014年6月29日、TBS）
- 青春リアル
- 君の思いを受け止めた! 〜青春リアル・スピンオフ〜（NHK-FM）
- 旅のチカラ 「大草原に“自由の風”を求めて〜伊藤英明・アルゼンチン〜」（2013年4月3日、NHK BSプレミアム）
- 2006年度トミカハイパーレスキューPV
- TOMORROW beyond 3.11「アンドロニキ・クリストドゥル」（2012年12月18日、NHK BS1）
- TokYo,Boy
- 東京マラソン2015市民ランナーが元気を発信!（2015年2月22日、フジテレビ）
- 日曜アニメしあわせ計画（2018年9月30日・10月6日、テレビ東京）
- 春アニメいっぱい！怪人カスカスの野望（2016年4月2日、テレビ東京）
- ピーターラビットからの贈り物 全5回（2012年5月28日 - 6月1日、NHK BSプレミアム）
- ボクシングW世界戦直前SP 山中慎介&長谷川穂積 伝説を生む男たち（2014年4月19日、日本テレビ）
- ぼくらはマンガで強くなった〜SPORTS×MANGA（2015年9月27日、NHK BS1）
- まる得マガジン 炊飯器で世界の炊き込みご飯（2020年1月 - 2月、NHK Eテレ）
- 森田一義アワー 笑っていいとも!（「帰ってきたラブレターの世界」愛のナレーター〈顔出し〉）
- レスリング天皇杯2014〜リオへの道（2014年12月23日、日本テレビ）
- 中居正広の金曜日のスマイルたちへ（TBS）

### オーディオブック
- 極上voiceメソッド『「原因」と「結果」の法則』（2018年、朗読）
- スマホを落としただけなのに（2018年、役名不明）
- セカンド・ラブ（2019年、朗読）

### CM
- GAKUMANplus
- ダンロップ ROAD TO YOU〜君へと続く道〜（ジン[270]）
- ポケモンファン
- メルセデス・ベンツ×BEAMS×スペースシャワーTV 共同映像プログラム「B Happy!」

### テレビ番組
※はインターネット配信。
- 科学忍者隊ガッチャピン（ガッチャピン4号）
- 福山ッスル!（2015年7月3日 - 17日、8月7日 - 9月18日、AT-X）
- 天才てれびくんYOU（NHK Eテレ：2017年9月4日 - 7日、かたまじろ）
- コミック☆プリンスカフェ 乙女st.店（2019年12月22日 - 2020年1月19日、日テレプラス）MC
- 声優がドラマに出たらこうなりました。〜聖地創生プロジェクト〜（2020年2月18日 - 3月3日、BS11）[271]
- NHKスペシャル「盗まれた最高機密 〜原爆・スパイ戦の真実〜」（セオドア・ホール）

### 映像商品
- ACTORSスペシャルイベント〜 天翔学園音楽祭2017〜
- 「映画 ハイ☆スピード！－Free! Starting Days－」スペシャルイベント“岩鳶中学水泳部 記録会お疲れ様パーティー”
- 男遊郭〜夏の宵の花吹雪〜イベントDVD
- オトメイトパーティー♪ in メルパルクホール（2008年5月24-25日）Live DVD※収録は24日の回のみ。
- 声優旅行社へようこそ。 1泊2日でもがっつり遊べます！青二の売れっ子ですけど、何か？SP IN 韓国
- JAPAN 乙女♥Festival
- 真・三國無双シリーズ
  - 真・三國無双 声優乱舞 2011秋
  - 真・三國無双 声優乱舞 2013春
  - 真・三國無双 声優乱舞 2014春 究極歌宴
- 人狼バトル シリーズ
  - 人狼バトル〜人狼VS探偵〜[272]
  - 人狼バトル〜人狼VS英雄〜
  - 人狼バトル lies and the truth 〜人狼VS王子〜
  - 人狼バトル 2018 OCTOBER〜人狼VS侍〜
- スウィートイグニッションDX Domino DREAM MAKERS
- イベントDVD「セイント・ビーストOthers」プルミエール パーティ
- TYPE-MOON Fes. -10th ANNIVERSARY EVENT- Blu-ray Disc Box
- 男性声優 ときめきレシピ 〜置鮎龍太郎&緑川光&野島健児&三浦祥朗〜
- テニプリフェスタ2016 〜合戦〜
- ときめきメモリアル Girl's Side 文化祭
- ときめきメモリアル Girl's Side DAYS 2014 デートに行こう！ DVD
- ネオロマンスシリーズ
  - ライブビデオ ネオロマンス♥フェスタ11
  - ライブビデオ ネオロマンス スターライト♥クリスマス2010
  - ライブビデオ ネオロマンス 20th アニバーサリー
  - ライブビデオ ネオロマンス・ハロウィンパーティー 2015
  - ライブビデオ ネオロマンス・フェスタ 下天の華〜星見の宴〜
- 野島兄弟。〜熱海温泉物語〜
- ビーズログTV 恋愛番長・三学期 朝礼
- ビーズログTV 恋愛番長・リターンズ 通知表
- VitaminZ シリーズ
  - VitaminZ〜大阪・初夏の陣〜イベントDVD
  - VitaminZ〜東京・盛夏の陣〜イベントDVD
  - VitaminXtoZ いくぜっ!究極（ハイパー）★エクスプロージョン
  - VitaminZ 百花繚乱 幕張・炎夏の陣 愛してるZ!!!!!! イベントDVD
  - VitaminZ 修学旅行 in 北海道！
- 福山ッスル! 01 - 03
- ユーリ!!! on STAGE
- 弱虫ペダル スペシャルイベント〜LE TOUR DE YOWAPEDA 2017〜[273]
- 弱虫ペダル スペシャルイベント〜LE TOUR DE YOWAPEDA 2018〜[274]
- 輪廻のラグランジェ FAN DISC〜逃げるな！攻めろ！ジャージ部魂!!〜
- リアル宝探し 邪神ロキの呪い in東京ドイツ村
- Rejet Fes.2014、2016、2019
- 朗読劇 風-KAZE- LIVE DVD ダイジェスト版
- 朗読劇 PSYCHO-PASS サイコパス -ALL STAR REAL ACT-

### Webドラマ
- ＃声だけ天使（2018年1月15日・2月26日、声優・銭湯の客[275][276]）

### 舞台
- 劇団ヘロヘロQカムパニー 主催
  - SYU-RA 煉〜生キルカ死ヌカ〜（2006年）
  - もっけの幸いの「もっけ」ってモノノケの事なんだって。知ってる?（2016年）
  - 犬神家の一族（2017年）
- エン＊ゲキ#06 即興音楽舞踏劇「砂の城」(2022年) [277]
- PSYCHO-PASS サイコパス 京都南座歌舞伎ノ舘×こえかぶ 朗読で楽しむ歌舞伎（2025年）[278]

### 朗読劇
- Kiramune Presents リーディングライブ
  - 鍵のかかった部屋（会田愛一郎）[279]
  - 悪魔のリドル〜escape 6〜（走り鳰）[280]
  - 5コントローラーズ+1（Master）[281]
  - OTOGI狂詩曲（赤鬼）[282]
  - パンプキンファームの宇宙人（ガト）[283]
  - Be-Leave（世話焼き）[284]
  - カラーズ（赤井ゴロウ）[285]
  - 密室の中の亡霊 幻視探偵（浅野宗一）[286]
- 声のプロフェッショナルが奏でるリーディングシェイクスピア『マクベス』（2020年11月30日、池袋サンシャイン劇場） - マクダフ　魔女 役他[287]
- 声劇「燈の守り人 ～明治開国編～」（2021年11月2日、OPENREC.tv（オンライン配信のみ）） - ブラントン 役
- DisGOONie Presents Vol.14 reading mindfulness『chill moratorium』チルモラトリアム（2024年9月14日 - 29日、シアターH 他）[288]
- 朗読劇「ネコたん！弐 ぷらす 〜猫町怪異奇譚〜」仮面遊戯殺猫事件（2025年6月17日〈予定〉、あうるすぽっと） - サクタロー 役[289][290]
- こえかぶ 朗読で楽しむ歌舞伎〜梅と松と桜〜篇（2025年8月9日〈予定〉、三越劇場）[291]

### その他コンテンツ
- iJockey 野島健児 Sense of Music[292]
- ダミヘになれるVR 〜ホテルのエレベーター編〜（2019年、エリオット[293]）
- トミカプラレールビデオ（タクミ隊員、アダチ隊長）
- 日本酒キャラクタープロジェクト『神酒ノ尊-ミキノミコト-』（2018年 - 、櫻正宗[294]）
- バナフェス!タウン「華劇」（初生谷浩史）
- パチンコCRらんま1/2（2011年、早乙女乱馬）
- ボイレピ♪ 朝ごはん #7 野島健児さんの声で作る「ふわふわオムレツとカナッペ」（2020年）[295]
- ボイスドラマ BURNS SKOOL（2021年、公野秀朔[296]）

## ディスコグラフィ

### シングル
| 発売日         | タイトル        | 規格品番   | オリコン最高位 |
| -------------- | --------------- | ---------- | -------------- |
| 2010年4月28日  | Gift            | PAGC-2     |                |
| 2014年11月12日 | Any Day Shuffle | EM2R-00010 | 86位           |

### アルバム
| 発売日        | タイトル     | 規格品番 | 備考                             |
| ------------- | ------------ | -------- | -------------------------------- |
| 2010年2月24日 | 新しい世界へ | KNHS-001 | COCO（菅沼久義とのユニット）名義 |
| 2018年10月9日 | あぶく       | COC-0001 | COCO（菅沼久義とのユニット）名義 |

### インディーズアルバム
|     | 発売日        | タイトル                       |
| --- | ------------- | ------------------------------ |
| 1st | 2015年3月21日 | いつかどこかの僕について       |
| 2nd | 2016年5月2日  | Between the lines              |
| 3rd | 2017年9月27日 | Don’tWorry〜モノタリナイ物語〜 |

### キャラクターソング
| 発売日   | 商品名                                                                                                | 歌 | 楽曲                                                               | 備考                                                                                   |
| 1999年   | 1999年                                                                                                | 1999年 | 1999年                                                             | 1999年                                                                                 |
| -------- | --- | --- | ------------------------------------------------------------------ | -------------------------------------------------------------------------------------- |
| 12月3日  | ときめきメモリアル2 オリジナルサウンドトラック Vol.1                                                  | 穂刈純一郎（野島健児）、坂城匠（増田ゆき）                                                                                         | 「向日葵」                                                         | ゲーム『ときめきメモリアル2』関連曲                                                    |
| 2000年   | | |                                                                    |                                                                                        |
| 5月10日  | ときめきメモリアル2 ボーカルトラックス2                                                               | 穂刈純一郎（野島健児） | 「心のままに」                                                     | ゲーム『ときめきメモリアル2』関連曲                                                    |
| 10月4日  | 妖しのセレス ドラマアルバム 天女の歌声〜The Hevenly Voice〜                                           | GeSANG | 「無限の風」                                                       | テレビアニメ『妖しのセレス』挿入歌                                                     |
| 2002年   | | |                                                                    |                                                                                        |
| 7月25日  | 好きなものは好きだからしょうがない! -HEAVENLY BREATH-                                                 | 羽野義広（野島健児）、市川学（私市淳）                                                                                             | 「エナジーエナジー」                                               | ゲーム『好きなものは好きだからしょうがない!!』関連曲                                   |
| 10月2日  | キン肉マンII世 歌と音楽集「キャラクターソングと映画の激伴!!」                                         | ジェイド（野島健児） | 「ジェイド！ 〜ジェイドのテーマ〜」                                | テレビアニメ『キン肉マンII世』関連曲                                                   |
| 2003年   | | |                                                                    |                                                                                        |
| 4月25日  | バラエティCD 君主サマの恋は勝手！                                                                     | 藤緒隆也（鈴村健一）、黒巴織人（野島健児）                                                                                         | 「Before The True Love」 「Before The True Love〜Remix Ver.〜」    | ドラマCD『君主サマの恋は勝手！』関連曲                                                 |
| 2005年   | | |                                                                    |                                                                                        |
| 9月1日   | Marginal Prince Songs 1                                                                               | アンリ＝ユーグ＝ド＝サン・ジェルマン（野島健児）                                                                                   | 「アメジストの夢」                                                 | ゲーム『マージナルプリンス〜月桂樹の王子達〜』関連曲                                   |
| 9月1日   | Marginal Prince Songs 2                                                                               | アンリ＝ユーグ＝ド＝サン・ジェルマン（野島健児）                                                                                   | 「虚像、真実、そして愛」                                           | ゲーム『マージナルプリンス〜月桂樹の王子達〜』関連曲                                   |
| 2006年   | | |                                                                    |                                                                                        |
| 11月22日 | Saint Beast Others Coupling CD Series "Others" #1 ユリウス×オーディン                                 | ユリウス（野島健児） | 「ぼくの迷路」                                                     | ドラマCD『セイント・ビーストOthers』関連曲                                             |
| 2007年   | | |                                                                    |                                                                                        |
| 4月25日  | ときめきメモリアル Girl's Side 2nd Kiss ドラマ&イメージソングアルバム vol.1                           | 赤城一雪（野島健児） | 「Ever rain」                                                      | ゲーム『ときめきメモリアル Girl's Side 2nd Kiss』関連曲                                |
| 8月31日  | Over Drive キャラクターソングシリーズ Vol.2                                                           | 寺尾晃一（野島健児） | 「風の詩」                                                         | テレビアニメ『Over Drive』関連曲                                                       |
| 9月5日   | 緋色の欠片シリーズオリジナルサウンドトラック                                                          | 重森晶（野島健児） | 「運命（さだめ）」                                                 | ゲーム『翡翠の雫 緋色の欠片2』関連曲                                                   |
| 10月24日 | ナデプロ!! キャラソン!?シリーズ Vol.2 〜南雲&甲斐&人見編〜                                            | 南雲健太（野島健児） | 「夢のロード」                                                     | 『ナデプロ!!』関連曲                                                                   |
| 10月24日 | ナデプロ!! キャラソン!?シリーズ Vol.2 〜南雲&甲斐&人見編〜                                            | 南雲健太（野島健児）、甲斐由直（甲斐田ゆき）                                                                                       | 「DREAM GENERATION!!」                                             | 『ナデプロ!!』関連曲                                                                   |
| 11月28日 | 翡翠の雫 緋色の欠片2 キャラクターソングシリーズ Vol.1「重森晶&高千穂陸」                              | 高千穂陸（伊藤健太郎）、重森晶（野島健児）                                                                                         | 「守るべき者」                                                     | ゲーム『翡翠の雫 緋色の欠片2』関連曲                                                   |
| 11月28日 | 翡翠の雫 緋色の欠片2 キャラクターソングシリーズ Vol.1「重森晶&高千穂陸」                              | 重森晶（野島健児） | 「OATH〜誓い〜」                                                   | ゲーム『翡翠の雫 緋色の欠片2』関連曲                                                   |
| 2008年   | | |                                                                    |                                                                                        |
| 5月28日  | ラスト・エスコート2 〜深夜の甘い棘〜 ドラマCD 〜ナゼに白薔薇? 艶街九月の夜の夢〜 & キャラクターソング | マコト（野島健児） | 「I know」                                                         | ゲーム『ラスト・エスコート2』関連曲                                                    |
| 2009年   | | |                                                                    |                                                                                        |
| 8月5日   | VitaminZ キャラクターソングCD 方丈慧&方丈那智編                                                       | 方丈那智（野島健児） | 「DeviL」 「LiveD」                                                | ゲーム『VitaminZ』関連曲                                                               |
| 10月29日 | ナデプロ!! 〜キサマも声優やってみろ!〜                                                                | 人見克也（小西克幸）、南雲健太（野島健児）、甲斐由直（甲斐田ゆき）                                                                 | 「precious world〜トビラの向こうへ〜」                             | ゲーム『ナデプロ!! 〜キサマも声優やってみろ!〜』オープニングテーマ ※初回限定版同梱特典 |
| 2010年   | | |                                                                    |                                                                                        |
| 9月23日  | 会長はメイド様！ Virtual Live Album U×ミシ -ナツコイ☆物語-                                            | U×ミシ［くぅが（野島健児）］ | 「ナツコイ☆物語」 「ユメノハナ」 「茜」                            | テレビアニメ『会長はメイド様!』挿入歌                                                  |
| 9月23日  | 会長はメイド様！ Virtual Live Album U×ミシ -ナツコイ☆物語-                                            | U×ミシ［くぅが（野島健児）］ | 「ガール」                                                         | テレビアニメ『会長はメイド様!』関連曲                                                  |
| 12月4日  | ネオ アンジェリーク＆ラブφサミット B＆R 〜ベルナール＆リヒャルト〜                                    | リヒャルト（野島健児） | 「JOY×HOLIC」                                                      | ゲーム『ラブφサミット』関連曲                                                          |
| 2011年   | | |                                                                    |                                                                                        |
| 5月25日  | 真・三國無双6 王覇・響歌乱舞                                                                          | 陸遜（野島健児） | 「Crimson Wings」                                                  | ゲーム『真・三國無双6』関連曲                                                          |
| 9月28日  | カイメイ・ロック・フェスティバル                                                                      | ザ・生徒会バンド［榛葉道流（野島健児）］                                                                                           | 「Aegis 〜君を守る盾〜」 「Aegis 〜君を守る盾〜（LIVE MIX ver.）」 | テレビアニメ『SKET DANCE』挿入歌                                                       |
| 12月16日 | キャラット・ダンス♪                                                                                   | 榛葉道流（野島健児） | 「君が好き」                                                       | テレビアニメ『SKET DANCE』関連曲                                                       |
| 2012年   | | |                                                                    |                                                                                        |
| 8月15日  | VitaminZ Character Song CD 百歌繚乱 其の参 〜慧／那智〜                                               | 方丈那智（野島健児） | 「罪（ハイド）」                                                   | ゲーム『VitaminZ』関連曲                                                               |
| 8月22日  | VitaminZ Character Song CD 百歌繚乱 其の禄 〜VitaminZのテーマ〜                                       | A4+P2 | 「愛してるZ!!!!!!」                                                | ゲーム『VitaminZ』関連曲                                                               |
| 8月29日  | 世界は屋上で見渡せた                                                                                  | 開盟学園生徒会執行部 | 「世界は屋上で見渡せた 〜合唱 ver.〜」                             | テレビアニメ『SKET DANCE』エンディングテーマ                                           |
| 12月19日 | テレビアニメーション「探検ドリランド」キャラクターソング＆ミュージック I                              | ウォーレンス（野島健児） | 「Voice of the Heart」                                             | テレビアニメ『探検ドリランド』関連曲                                                   |
| 2013年   | | |                                                                    |                                                                                        |
| 3月27日  | 下天の華 キャラクターソング集                                                                         | 明智光秀（野島健児） | 「秘密の唇」                                                       | ゲーム『下天の華』関連曲                                                               |
| 3月27日  | 真・三國無双7 キャラクターソング集II 〜呉〜                                                           | 陸遜（野島健児） | 「Blaze of Mind」                                                  | ゲーム『真・三國無双7』関連曲                                                          |
| 4月24日  | 究極のダミーヘッド官能ソング SEVENTH HEAVEN vol.1 アキラ                                              | アキラ（野島健児） | 「Love Delight」                                                   | ドラマCD『SEVENTH HEAVEN』関連曲                                                       |
| 11月6日  | マイナスエイト 主題歌「キミ専用(ONLY)HERO!!!」                                                        | -8 | 「キミ専用(ONLY)HERO!!!」                                          | ゲーム『-8』オープニングテーマ                                                         |
| 11月6日  | マイナスエイト 主題歌「キミ専用(ONLY)HERO!!!」                                                        | -8 | 「Beginning of Love」                                              | ゲーム『-8』エンディングテーマ                                                         |
| 2014年   | | |                                                                    |                                                                                        |
| 1月29日  | マイナスエイト キャラクターソング＋ドラマ                                                             | 佐伯郁沙（野島健児）、樹茉莉男（宮田幸季）                                                                                         | 「シーラカンス」                                                   | ゲーム『-8』関連曲                                                                     |
| 3月14日  | Photograph Journey 〜in Miyazaki〜                                                                    | 柚木崎凪（野島健児） | 「雨とあまがえる」                                                 | ドラマCD『Photograph Journey』関連曲                                                   |
| 3月19日  | EXIT TUNES PRESENTS ACTORS                                                                            | 鑑香水月（野島健児） | 「威風堂々」 「サリシノハラ」                                      | 『ACTORS』関連曲                                                                       |
| 3月19日  | EXIT TUNES PRESENTS ACTORS                                                                            | 丸目千熊（木村昴） + オールキャスト                                                                                                | 「十面相」                                                         | 『ACTORS』関連曲                                                                       |
| 11月5日  | ACTORS - Extra Edition 2 -feat.颯馬、燎、水月                                                         | 鑑香水月（野島健児） | 「ヴェノマニア公の狂気」                                           | 『ACTORS』関連曲                                                                       |
| 12月17日 | 男遊郭の艶寝 第五夜 かげろう                                                                          | かげろう（野島健児） | 「七日之音」                                                       | ゲーム『男遊郭』エンディングテーマ                                                     |
| 2015年   | | |                                                                    |                                                                                        |
| 3月4日   | ACTORS - Deluxe Duet Edition -                                                                        | 鑑香水月（野島健児）、一乗谷羚（緑川光）                                                                                           | 「カンタレラ」                                                     | 『ACTORS』関連曲                                                                       |
| 3月18日  | EXIT TUNES PRESENTS ACTORS3 限定盤                                                                    | 円城寺三毛（小野友樹）、秋月甲斐（江口拓也）、丸目千熊（木村昴）、鑑香水月（野島健児）、臼杵 鷲帆（竹内良太）                      | 「千本桜」                                                         | 『ACTORS』関連曲                                                                       |
| 3月18日  | EXIT TUNES PRESENTS ACTORS3 限定盤                                                                    | 鑑香水月（野島健児） | 「虎視眈々」                                                       | 『ACTORS』関連曲                                                                       |
| 4月29日  | 美少女戦士セーラームーンCrystal キャラクター音楽集Crystal Collection                                  | 地場衛（野島健児） | 「君の瞳のMoonrise」                                               | テレビアニメ『美少女戦士セーラームーンCrystal』関連曲                                  |
| 5月27日  | バラエティCD 下天の華 〜夢結び〜                                                                      | 明智光秀（野島健児） | 「月影の夜露」                                                     | ゲーム『下天の華』関連曲                                                               |
| 12月2日  | EXIT TUNES PRESENTS ACTORS4                                                                           | 鑑香水月（野島健児） | 「マーシャルの嬌声」                                               | 『ACTORS』関連曲                                                                       |
| 12月2日  | EXIT TUNES PRESENTS ACTORS4                                                                           | 臼杵鷲帆（竹内良太）、鑑香水月（野島健児）                                                                                         | 「サンドリヨン」                                                   | 『ACTORS』関連曲                                                                       |
| 2016年   | | |                                                                    |                                                                                        |
| 6月22日  | ニュームーンに恋して／永遠だけが二人を架ける                                                          | タキシード仮面（野島健児） | 「永遠だけが二人を架ける」                                         | テレビアニメ『美少女戦士セーラームーンCrystal Season III』エンディングテーマ           |
| 8月21日  | ネオロマンス フェスタ 下天の華 〜星見の宴〜                                                           | 織田信長（松風雅也）、明智光秀（野島健児）、森蘭丸（島﨑信長）                                                                     | 「光射す未来へ」                                                   | ゲーム『下天の華』関連曲                                                               |
| 8月21日  | ネオロマンス フェスタ 下天の華 〜星見の宴〜                                                           | 明智光秀（野島健児） | 「光射す未来へ」                                                   | ゲーム『下天の華』関連曲                                                               |
| 8月24日  | 新テニスの王子様「THE BEST OF U-17 PLAYERS X Tsukimitsu Ochi & Jusaburoh Mori」                       | 越知月光（川上貴史）、毛利寿三郎（野島健児）                                                                                       | 「勝利への花道」 「勝利への花道 -Remix-」                          | テレビアニメ『新テニスの王子様』関連曲                                                 |
| 9月28日  | FORBIDDEN★STAR BLACK VERRY 1st                                                                        | BLACK VERRY | 「優シイ果実」 「Stupid Collection」                               | 『FORBIDDEN★STAR』関連曲                                                               |
| 10月12日 | 腐男子高校生活キャラクターソングアルバム                                                              | 中村俊明（野島健児） | 「my school life」                                                 | テレビアニメ『腐男子高校生活』関連曲                                                   |
| 12月21日 | あんさんぶるスターズ！ ユニットソングCD 2nd Vol.08 Switch                                             | Switch | 「Temptation Magic」 「Knockin' Fantasy」                          | ゲーム『あんさんぶるスターズ!』関連曲                                                  |
| 2017年   | | |                                                                    |                                                                                        |
| 1月25日  | バレンタイン・キッス                                                                                  | 越知月光（川上貴史） with U-17［毛利寿三郎（野島健児）］                                                                           | 「バレンタイン・キッス」                                           | テレビアニメ『新テニスの王子様』関連曲                                                 |
| 1月25日  | FORBIDDEN★STAR BLACK VERRY 2nd                                                                        | BLACK VERRY | 「MISTAKE Wah NOISY」 「浮名 SILENT MINORITY」                     | 『FORBIDDEN★STAR』関連曲                                                               |
| 3月15日  | ACTORS - Deluxe Delight Edition -                                                                     | 鑑香水月（野島健児）、東本桂士（杉山紀彰）                                                                                         | 「共犯者」                                                         | 『ACTORS』関連曲                                                                       |
| 12月6日  | あんさんぶるスターズ！ ユニットソングCD 3rd Vol.09 Switch                                             | Switch | 「イースター・カーニバル」 「Galaxy Destiny」                      | ゲーム『あんさんぶるスターズ!』関連曲                                                  |
| 2018年   | | |                                                                    |                                                                                        |
| 5月23日  | Over the Limit                                                                                        | ROUTE85 | 「Over the Limit」                                                 | テレビアニメ『弱虫ペダル GLORY LINE』エンディングテーマ                                |
| 5月23日  | Over the Limit                                                                                        | 黒田雪成（野島健児） | 「Over the Limit」                                                 | テレビアニメ『弱虫ペダル GLORY LINE』関連曲                                            |
| 5月23日  | 弱虫ペダル GLORY LINE BD・DVD第1巻特典CD                                                              | 真波山岳（代永翼）、黒田雪成（野島健児）                                                                                           | 「Turn It Around」                                                 | テレビアニメ『弱虫ペダル GLORY LINE』関連曲                                            |
| 7月18日  | 弱虫ペダル GLORY LINE BD・DVD第2巻特典CD                                                              | 真波山岳（代永翼）、泉田塔一郎（阿部敦）、黒田雪成（野島健児）、葦木場拓斗（宮野真守）、銅橋正清（小野大輔）、新開悠人（内田雄馬） | 「箱根学園 校歌」                                                  | テレビアニメ『弱虫ペダル GLORY LINE』関連曲                                            |
| 10月24日 | あんさんぶるスターズ！アルバムシリーズ Switch                                                         | Switch | 「エメラルドプラネット」 「I "Witch" You A Happy Halloween!」      | ゲーム『あんさんぶるスターズ!』関連曲                                                  |
| 10月24日 | あんさんぶるスターズ！アルバムシリーズ Switch                                                         | 五奇人 | 「Eccentric Party Night!!」                                        | ゲーム『あんさんぶるスターズ!』関連曲                                                  |
| 10月24日 | あんさんぶるスターズ！アルバムシリーズ Switch                                                         | 逆先夏目（野島健児） | 「Secret Gravity」                                                 | ゲーム『あんさんぶるスターズ!』関連曲                                                  |
| 12月26日 | Free!-Dive to the Future- キャラクターソングミニアルバム Vol.2 Close Up Memories                      | 桐嶋夏也（野島健児）、芹沢尚（日野聡）                                                                                             | 「Yell for the Future」                                            | テレビアニメ『Free!-Dive to the Future-』関連曲                                        |
| 2019年   | | |                                                                    |                                                                                        |
| 8月14日  | Stars' Ensemble!                                                                                      | 夢ノ咲ドリームスターズ | 「Stars' Ensemble!」                                               | テレビアニメ『あんさんぶるスターズ!』オープニングテーマ                                |
| 10月2日  | EXIT TUNES PRESENTS ACTORS7                                                                           | 鑑香水月（野島健児） | 「君の体温」                                                       | 『ACTORS』関連曲                                                                       |
| 10月2日  | EXIT TUNES PRESENTS ACTORS7 初回限定盤                                                                | 鑑香水月（野島健児）、葛野大路颯馬（置鮎龍太郎）、光司陽太（保志総一朗）、東本桂士（杉山紀彰）、五月女燎（坪井智浩）               | 「神のまにまに」                                                   | 『ACTORS』関連曲                                                                       |
| 10月30日 | INAZUMA SHOCK                                                                                         | 歌唱部 | 「INAZUMA SHOCK」                                                  | テレビアニメ『ACTORS -Songs Connection-』エンディングテーマ                            |
| 11月27日 | あんさんぶるスターズ！ EDテーマ集 VOL.04                                                              | Switch | 「Magic for your "Switch"」                                        | テレビアニメ『あんさんぶるスターズ!』エンディングテーマ                                |
| 2020年   | | |                                                                    |                                                                                        |
| 1月8日   | ACTORS -Songs Connection- キャラクターソング Vol.10 鑑香水月                                          | 鑑香水月（野島健児） | 「白いアネモネ」                                                   | テレビアニメ『ACTORS -Songs Connection-』関連曲                                        |
| 1月8日   | ACTORS -Songs Connection- キャラクターソング Vol.10 鑑香水月                                          | 鑑香水月（野島健児） | 「虎視眈々［リアレンジ］」                                         | テレビアニメ『ACTORS -Songs Connection-』挿入歌                                        |
| 5月20日  | ACTORS -Singing Contest Edition- sideA                                                                | 鑑香水月（野島健児） | 「ジッタードール」                                                 | 『ACTORS』関連曲                                                                       |
| 8月26日  | BRAND NEW STARS!!                                                                                     | ESオールスターズ | 「BRAND NEW STARS!!」                                              | ゲーム『あんさんぶるスターズ!!』主題歌                                                 |
| 8月26日  | BRAND NEW STARS!!                                                                                     | ESオールスターズ | 「Walk with your smile」                                           | ゲーム『あんさんぶるスターズ!!』関連曲                                                 |
| 2021年   | | |                                                                    |                                                                                        |
| 1月6日   | ACTORS – Deluxe Dream Edition –                                                                       | 鑑香水月（野島健児）、秋月甲斐（江口拓也）                                                                                         | 「ゴーストルール」                                                 | キャラクターCD『ACTORS』関連曲                                                         |
| 1月27日  | あんさんぶるスターズ!! シャッフルユニットソングコレクション vol.01                                    | √AtoZ | 「デートプランA to Z」                                             | ゲーム『あんさんぶるスターズ!!』関連曲                                                 |
| 2月10日  | 劇場版「美少女戦士セーラームーンEternal」 キャラクターソング集 Eternal Collection                     | タキシード仮面（野島健児） | 「Ray of light」                                                   | 劇場アニメ『劇場版 美少女戦士セーラームーンEternal』関連曲                             |
| 5月26日  | あんさんぶるスターズ!! ESアイドルソング season1 Switch                                                | Switch | 「オモイノカケラ」 「BRAND NEW STARS!!」                           | ゲーム『あんさんぶるスターズ!!』関連曲                                                 |
| 6月9日   | あんさんぶるスターズ!! FUSION UNIT SERIES 01 Switch × Eden                                            | Switch、Eden | 「Majestic Magic」                                                 | ゲーム『あんさんぶるスターズ!!』関連曲                                                 |
| 6月9日   | あんさんぶるスターズ!! FUSION UNIT SERIES 01 Switch × Eden                                            | Switch | 「FUSIONIC STARS!!」                                               | ゲーム『あんさんぶるスターズ!!』関連曲                                                 |
| 6月23日  | FUSIONIC STARS!!                                                                                      | ESオールスターズ | 「FUSIONIC STARS!!」                                               | ゲーム『あんさんぶるスターズ!!』関連曲                                                 |
| 8月18日  | スケートリーディング☆スターズ キャラクターソングミニアルバム②                                         | 石川一（野島裕史）、石川二（野島健児）                                                                                             | 「陽と陰」                                                         | テレビアニメ『スケートリーディング☆スターズ』関連曲                                    |
| 2022年   | | |                                                                    |                                                                                        |
| 5月11日  | あんさんぶるスターズ!! ESアイドルソング season2 Switch                                                | Switch | 「Brilliant Smile」 「A little bit UP!!」                          | ゲーム『あんさんぶるスターズ!!』関連曲                                                 |
| 2024年   | | |                                                                    |                                                                                        |
| 6月26日  | Stars' Ensemble!                                                                                      | 夢ノ咲ドリームスターズ | 「Stars' Ensemble!」                                               | ゲーム『あんさんぶるスターズ!!』関連曲                                                 |
| 6月26日  | BRAND NEW STARS!!                                                                                     | ESオールスターズ | 「BRAND NEW STARS!!」 「Walk with your smile」                     | ゲーム『あんさんぶるスターズ!!』関連曲                                                 |
| 6月26日  | あんさんぶるスターズ!! シャッフルユニットソングコレクション vol.01                                    | √AtoZ | 「デートプランA to Z」                                             | ゲーム『あんさんぶるスターズ!!』関連曲                                                 |
| 6月26日  | FUSIONIC STARS!!                                                                                      | ESオールスターズ | 「FUSIONIC STARS!!」                                               | ゲーム『あんさんぶるスターズ!!』関連曲                                                 |

### その他参加作品
| 発売日         | 商品名                                                                        | 歌                                                                                      | 楽曲 | 備考                                                            |
| -------------- | ----------------------------------------------------------------------------- | --------------------------------------------------------------------------------------- | --- | --------------------------------------------------------------- |
| 2000年8月5日   | Party                                                                         | GAYA!                                                                                   | 「BREAK! CHANCE DREAM」 |                                                                 |
| 2008年1月23日  | 百歌声爛 男性声優編Ⅱ                                                          | 野島健児                                                                                | 「魔弾戦記リュウケンドー」〜 「とんちんかんちん一休さん」〜 「ワンワン三銃士」〜 「ミッドナイト・サブマリン」〜 「ガンモ・ドキッ！」〜 「歓送の歌」〜 「美しさは罪」〜 「時代が泣いている」〜 「いろは詩」〜 「ひとりぼっちじゃない」 |                                                                 |
| 2011年5月31日  | EVER SMILE                                                                    | SHOW & KENN with ALL FRIEND（小野大輔、菅沼久義、野島健児、前野智昭、三浦祥朗、代永翼） | 「EVER SMILE」 | 東日本大震災 乙女チャリティソングプロジェクト『Brand New Love』 |
| 2012年12月12日 | Platinum Voice〜届けたい歌がある〜                                            | 野島健児                                                                                | 「キセキ」 |                                                                 |
| 2012年12月12日 | Platinum Voice〜届けたい歌がある〜                                            | 諏訪部順一、松風雅也、内田夕夜、井上和彦、置鮎龍太郎、野島健児、古谷徹、KENN            | 「少年時代」 |                                                                 |
| 2015年9月1日   | 天に届け 陸前高田 奇跡のオルガンat 東京国立博物館                             | 中村由利子、松井五郎、白鳥英美子、紺野美沙子、野島健児                                  | 「空から、そして海から」 | 震災復興支援CD 朗読                                             |
| 2017年12月20日 | POWER                                                                         | 野島健児                                                                                | 「冒険者たち」 「ミュンヘンへの道」 |                                                                 |
| 2019年5月22日  | ネヴァーランド/Voice Actor×売野雅勇                                           | 野島健児                                                                                | 「すべての愛しきRunaways」 |                                                                 |
| 2020年12月9日  | VOICE〜声優たちが歌う松田聖子ソング〜 Male Edition                            | 野島健児                                                                                | 「一千一秒物語」 「ガラスの林檎」 |                                                                 |
| 2020年12月9日  | VOICE〜声優たちが歌う松田聖子ソング〜 Male Edition                            | 梶裕貴、野島健児、松岡禎丞、古川慎、石川界人                                            | 「瑠璃色の地球」 |                                                                 |
| 2021年12月8日  | 以声伝心〜DUAL VOICES〜 野島健児x野島透也                                     | 野島健児                                                                                | 「君と出会うとき -Kenji Nojima ver.-」 「くだらないの中に」 |                                                                 |
| 2021年12月8日  | 以声伝心〜DUAL VOICES〜 野島健児x野島透也                                     | 野島健児、野島透也                                                                      | 「君と出会うとき -Dual Voices ver.-」 |                                                                 |
| 2022年7月27日  | [Re:collection] HIT SONG cover series feat.voice actors 〜90's-00's EDITION〜 | 野島健児                                                                                | 「サウダージ」 |                                                                 |